# Chłoniak Hodgkina
Chłoniak Hodgkina, choroba Hodgkina, ziarnica złośliwa, limfogranulomatoza, HL (od ang. Hodgkin’s lymphoma), HD (od ang. Hodgkin’s disease) – choroba nowotworowa układu chłonnego cechująca się obecnością olbrzymich nowotworowych komórek Reed-Sternberga o wielopłatowym jądrze i jednojądrzastych komórek Hodgkina, które indukują nienowotworową proliferację i naciek innych limfocytów, monocytów, histiocytów i makrofagów.
Głównym objawem choroby jest niebolesne powiększenie węzłów chłonnych oraz objawy ogólne. Najczęściej są zajęte węzły szyjne, śródpiersiowe i pachowe. Choroba wykazuje tendencję do szerzenia się przez ciągłość, zajmując kolejne grupy węzłów chłonnych, a następnie szerzy się także drogą krwionośną, zajmując narządy pozalimfatyczne. W przebiegu choroby może dojść do zajęcia śledziony, a rzadziej wątroby i szpiku kostnego. Obserwuje się dwa szczyty zapadalności, pierwszy z nich przypada około 15–35. roku życia i chorzy z tej grupy wiekowej stanowią większość chorych, drugi szczyt pojawia się około 55. roku życia. W celu rozpoznania chłoniaka Hodgkina konieczne jest badanie histopatologiczne całego węzła chłonnego lub innej nacieczonej tkanki pobranej metodami chirurgicznymi, a badania obrazowe służą jedynie do oceny zaawansowania choroby. Leczenie chłoniaka Hodgkina jest oparte na chemioterapii i radioterapii, przy czym intensywność terapii jest dostosowywana do wyjściowego zaawansowania chłoniaka. Rokowanie w chłoniaku Hodgkina jest dobre i choroba cechuje się wysokim odsetkiem całkowitych wyleczeń.

## Objawy

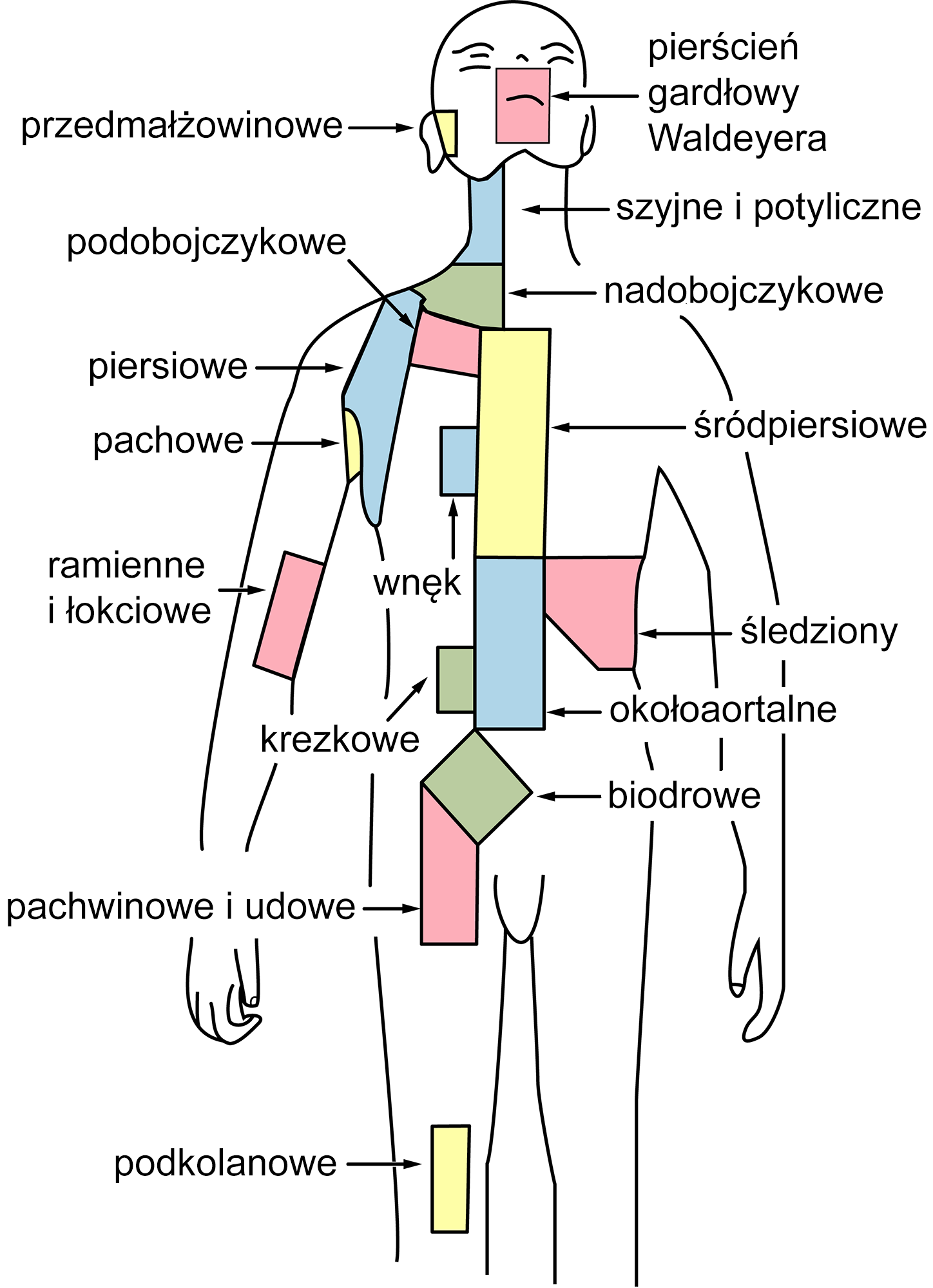
Schemat prezentujący grupy węzłów chłonnych u człowieka. W chłoniaku Hodgkina najczęściej ulegają powiększeniu węzły szyjne, śródpiersia i pachowe

Podstawowym objawem choroby jest powiększenie węzłów chłonnych (limfadenopatia) oraz objawy ogólne. U ponad 95% stwierdza się powiększenie węzłów chłonnych. Zajęte węzły są bezbolesne, twarde, mogą osiągać różną wielkość od ledwo wykrywalnych w badaniu fizykalnym do dużych powodujących ucisk na sąsiednie struktury, skóra nad powiększonymi węzłami chłonnymi nie jest zmieniona, a powiększenie węzłów bez leczenia nigdy nie ulega całkowitemu wycofaniu. Chłoniak Hodgkina może zajmować węzły chłonne w dowolnej lokalizacji, jednak najczęściej są zajęte węzły chłonne powyżej przepony, przede wszystkim szyjne i śródpiersiowe (60–80% przypadków), następnie pachowe (20–40% przypadków), a rzadziej węzły podprzeponowe (10–20% przypadków) – węzły pachwinowe i zaotrzewnowe. Zajęcie węzłów szyjnych i podobojczykowych po stronie lewej wiąże się z większym prawdopodobieństwem (50%) zajęcia węzłów podprzeponowych, z kolei zajęciu węzłów po stronie prawej tylko w 7% przypadków towarzyszy zajęcie węzłów podprzeponowych.
W 30% przypadków chłoniaka Hodgkina stwierdza się zajęcie śledziony, które może prowadzić do splenomegalii. Izolowane powiększenie śledziony jest rzadkie. U części chorych stwierdza się zmiany ziarnicze w wątrobie i hepatomegalię, niemal zawsze towarzyszą one zajęciu śledziony. Rzadkie jest zajęcie pierścienia Waldeyera, węzłów krezkowych i tylnego śródpiersia oraz naciek szpiku kostnego. Zajęcie szpiku zwykle jest ogniskowe i występuje przy zaawansowanej chorobie.
Powiększenie węzłów chłonnych różnych grup powoduje wtórne objawy związane z uciskiem na sąsiednie struktury anatomiczne. Powiększenie węzłów chłonnych w obrębie śródpiersia może być przyczyną duszności, kaszlu i zespołu żyły głównej górnej. Z kolei powiększenie węzłów chłonnych w przestrzeni zaotrzewnowej może powodować ból lub dyskomfort brzucha, wzdęcie, zaparcie, trudności w oddawaniu moczu i niedrożność jelit.
U 30% chorych rozpoznaje się nieswoiste objawy ogólne choroby, które mogą wyprzedzać powiększenie węzłów chłonnych. Może występować utrata masy ciała o 10% w ciągu 6 miesięcy, gorączka utrzymująca się przez co najmniej 2 tygodnie bez współistniejącego zakażenia oraz nocne poty. Utrata masy ciała, gorączka i nocne poty są zaliczane do tzw. objawów B, mających niekorzystne znaczenie rokownicze. Rzadko występuje gorączka Pela-Ebsteina, w której dochodzi do cyklicznych wzrostów i spadku temperatury co kilka tygodni. Gorączka w chłoniaku Hodgkina może stanowić poważny problem diagnostyczny jako jedna z przyczyn tzw. gorączki o nieznanej przyczynie (FUO). Stwierdzana jest u 25% chorych już w momencie rozpoznania i u 50% chorych w zaawansowanej chorobie. W przebiegu choroby może występować znaczne osłabienie uniemożliwiające wykonywanie pracy i codziennych czynności. W chłoniaku Hodgkina u 20% chorych może występować uporczywy świąd, który czasem może wyprzedzać rozpoznanie choroby. U niektórych chorych występuje ból węzłów chłonnych po spożyciu alkoholu.
Lokalizacja pozawęzłowa jest rzadka, najczęściej dochodzi do zajęcia wątroby, szpiku kostnego, kości i płuc. Możliwe jest powstanie wysięku do płucnej lub osierdzia, ilość płynu zwykle jest niewielka i wysięk towarzyszy dużym zmianom węzłowym w śródpiersiu. Bardzo rzadko (0,25% przypadków) lokalizacja pozawęzłowa jest pierwszą manifestacją choroby.

## Epidemiologia
Chłoniak Hodgkina stanowi około 1% przypadków nowotworów złośliwych i około 30% przypadków chłoniaków u ludzi. W grupie wiekowej 15–29 lat stanowi trzeci pod względem częstości nowotwór złośliwy i szósty u dzieci poniżej 15. roku życia.
Istnieje znaczne zróżnicowanie zapadalności na chłoniaka Hodgkina pod względem wieku, płci, pochodzenia rasowego i statusu socjoekonomicznego. Chłoniak Hodgkina stanowi jeden z najczęstszych nowotworów złośliwych u młodych dorosłych. Zapadalność na chłoniaka Hodgkina w krajach rozwiniętych od kilku dekad nie ulega zmianie. W krajach rozwiniętych współczynnik zapadalności wynosi około 2–3 przypadki rocznie na 100 000, w Europie zapadalność na tę chorobę szacuje się na 2,3 zachorowania rocznie na 100 000. Śmiertelność jest stosunkowo niska ze względu na możliwość skutecznego leczenia choroby. W Polsce w 2010 roku zapadalność na chłoniaka Hodgkina wynosiła 1,8 przypadku na 100 000, zanotowano ponad 700 zachorowań na chłoniaka Hodgkina i około 200 zgonów z powodu tej choroby.
W krajach rozwiniętych istnieją dwa szczyty zapadalności na chorobę. Pierwszy występuje około 15–35. roku życia i chorzy z tej grupy wiekowej stanowią większość chorych. Drugi szczyt występuje około 55. roku życia. Jednak w krajach rozwijających się największa zapadalność przypada na wiek dziecięcy. Ponadto w tej grupie wiekowej na świecie obserwuje się wzrost zapadalności. Częściej chorują mężczyźni niż kobiety. Pod względem rasowym najwyższą zapadalność stwierdza się u osób rasy kaukaskiej, niższą u Afroamerykanów i Latynosów i najniższą u osób pochodzenia azjatyckiego. U młodych dorosłych obserwuje się podobną zapadalność u mężczyzn i kobiet, ale po 50. roku życia stwierdza się niemal dwukrotną przewagę mężczyzn nad kobietami.
U dzieci większe ryzyko zachorowania występuje u osób w gorszej sytuacji socjoekonomicznej oraz u osób w rodzinach wielodzietnych, z kolei u młodych dorosłych obserwuje się odwrotną sytuację i większe prawdopodobieństwo zachorowania u osób w lepszej sytuacji socjoekonomicznej.

## Klasyfikacja

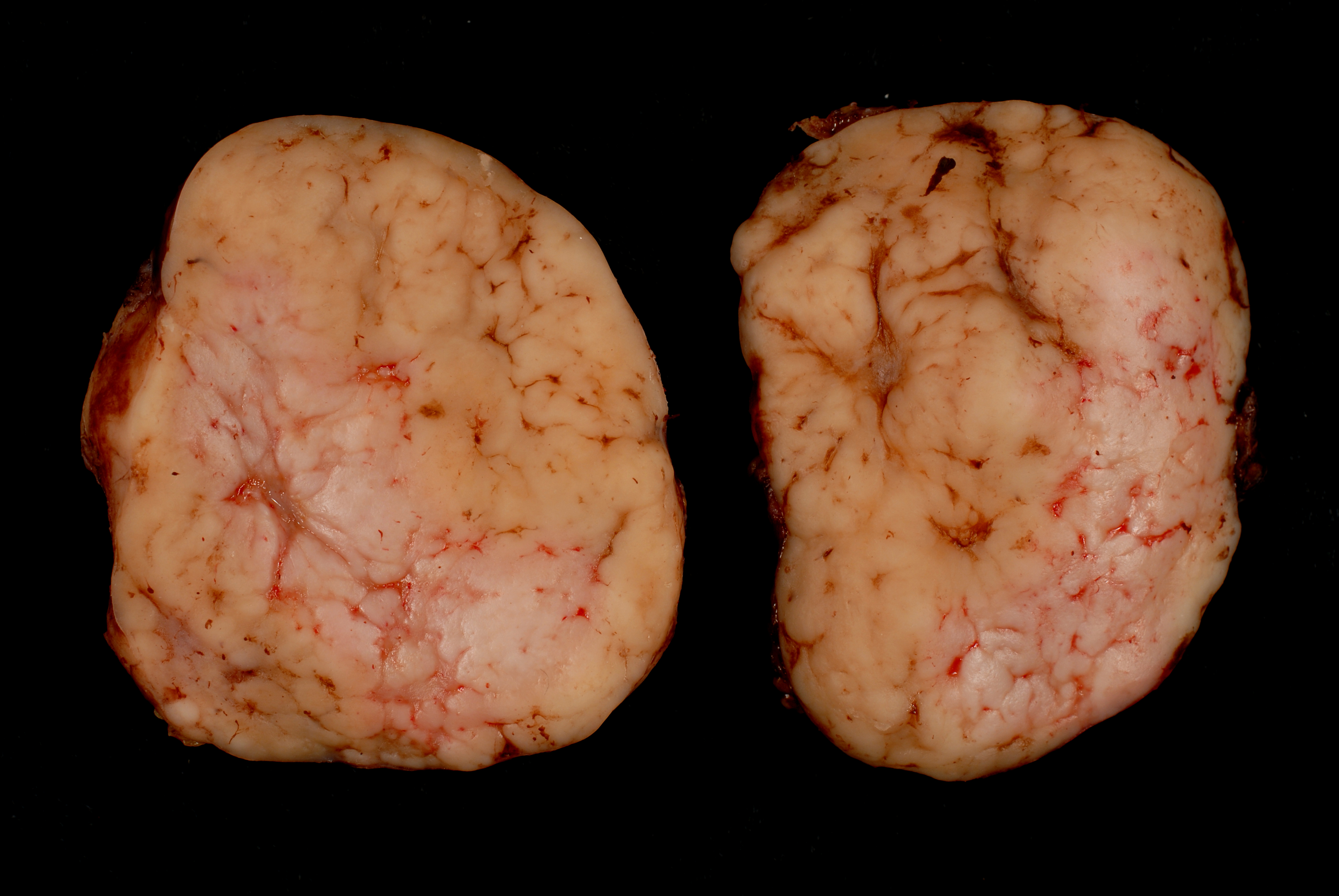
Węzeł pachowy z naciekiem chłoniaka Hodgkina

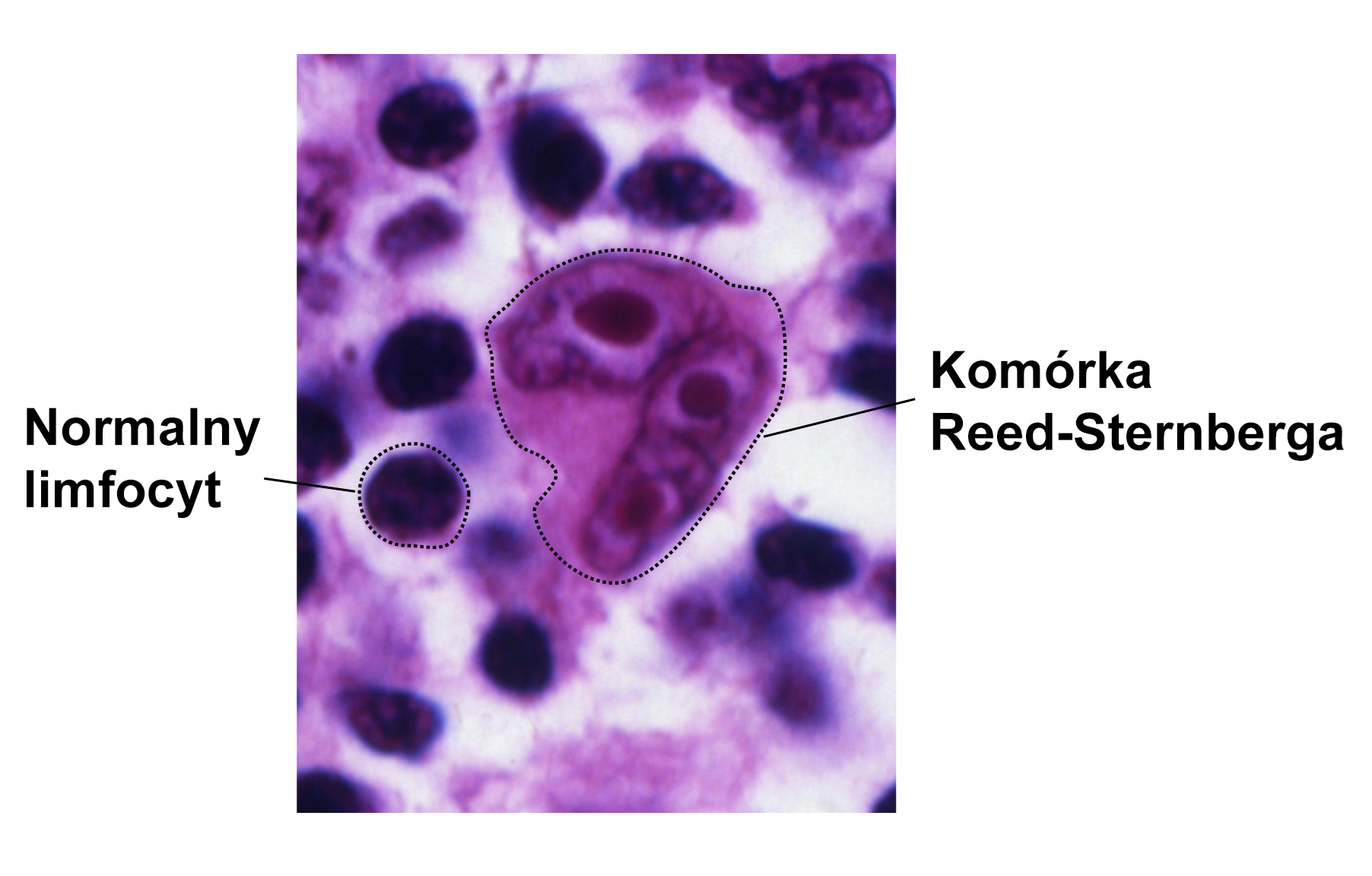
Komórki Reed-Sterberga w porównaniu do prawidłowego limfocytu

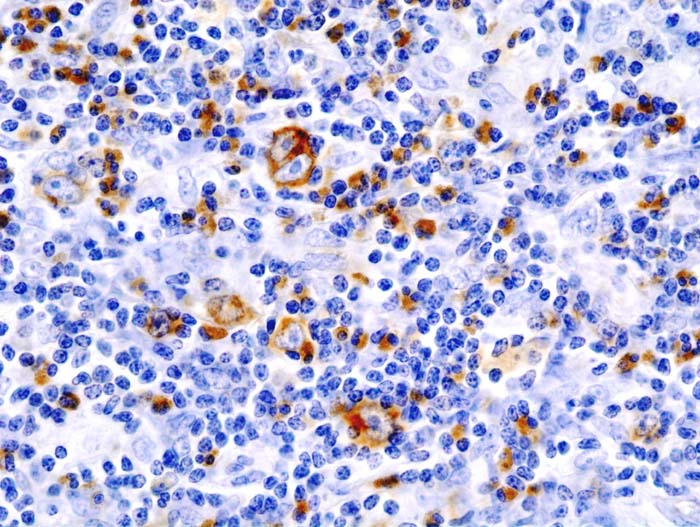
Komórki Reed-Sterberga (CD30+)

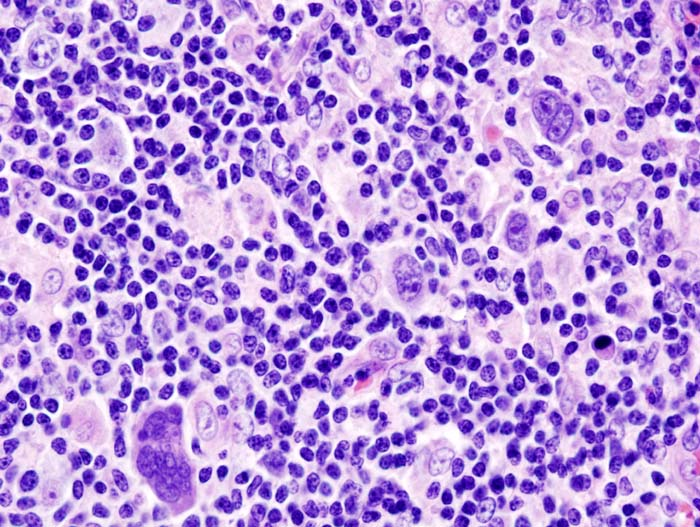
Chłoniak Hodgkina – postać mieszana

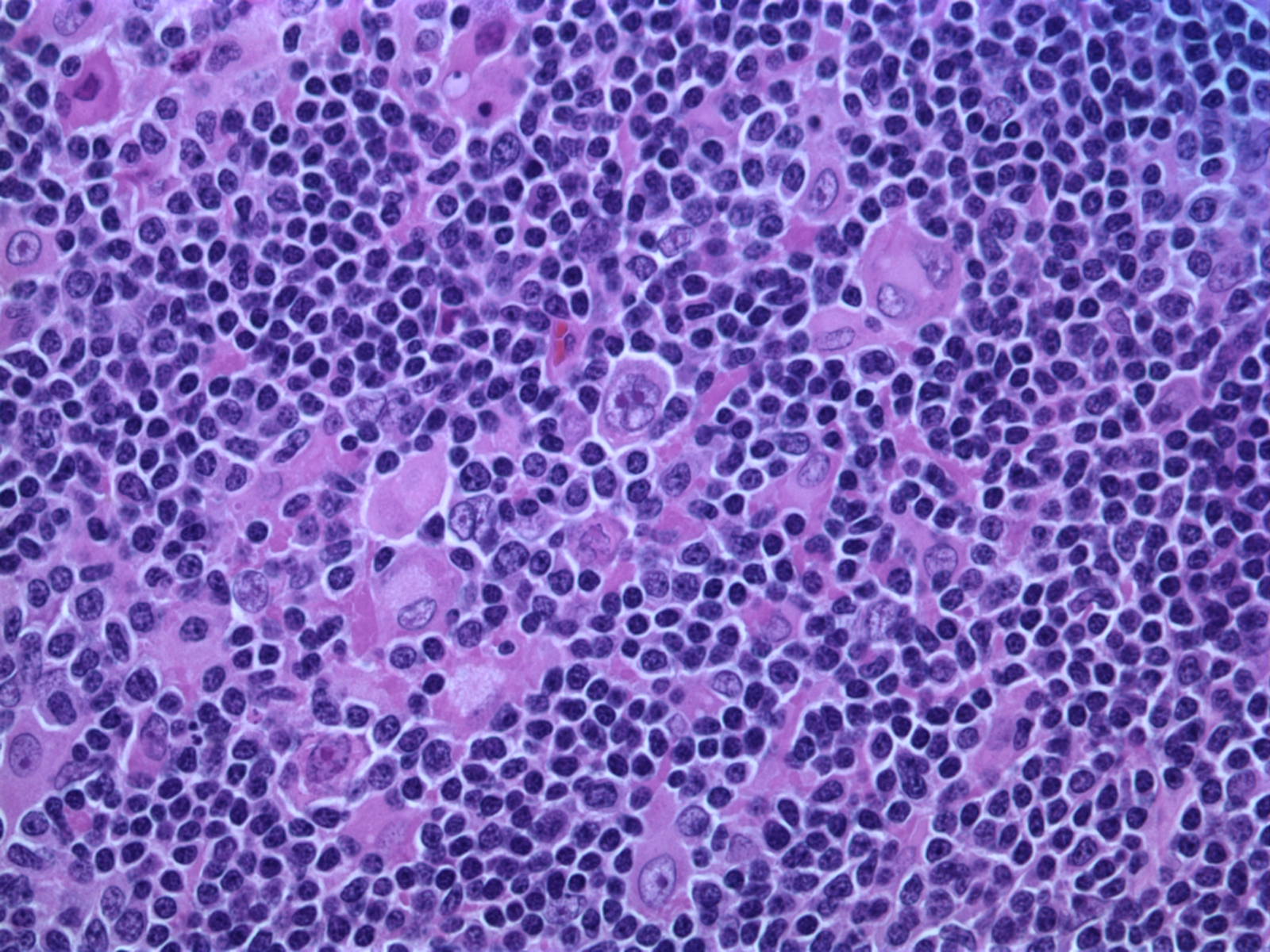
Chłoniak Hodgkina nieklasyczny – guzkowy z przewagą limfocytów

Chłoniaka Hodgkina klasyfikuje się według podziału WHO z 1997 roku:
1. klasyczny chłoniak Hodgkina (ang. classic Hodgkin’s lymphoma, cHL)
  - stwardnienie guzkowe (ang. nodular sclerosis Hodgkin’s lymphoma, NSHL)
  - postać mieszana (ang. mixed cellularity Hodgkin’s lymphoma, MCHL)
  - z zanikiem limfocytów (ang. lymphocyte depleted Hodgkin’s lymphoma, LDHL)
  - bogaty w limfocyty (ang. lymphocyte rich classic Hodgkin’s lymphoma, LRCHL)
2. nieklasyczny chłoniak Hodgkina – guzkowy z przewagą limfocytów (ang. nodular lymphocyte-predominant Hodgkin’s lymphoma, NLPHL)

W 95% przypadków rozpoznaje się postać klasyczną chłoniaka Hodgkina, a w pozostałych 5% postać nieklasyczną. Stwardnienie guzkowe jest rozpoznawane u 60–80% chorych na chłoniaka Hodgkina, u 15–20% stwierdza się postać mieszanokomórkową, postać bogatą w limfocyty w 5% przypadków rozpoznań choroby, postać uboga w limfocyty występuje u poniżej 1% chorych na chłoniaka Hodgkina.
Rozpoznanie klasycznej postaci chłoniaka Hodgkina jest stawiane na podstawie stwierdzenia komórek Reed-Sternberga lub ich wariantów (komórki Hodgkina) w typowym środowisku nacieku komórek nienowotworowych. Komórki Reed-Sternberga są dużymi komórkami z wieloma jądrami komórkowymi lub pojedynczym dwupłatowym jądrem, w obu wariantach występuje duże wyraźne jąderko. Komórki Reed-Sterberga wykazują immunofenotyp CD15+ i CD30+. Bywają obecne apoptyczne komórki Hodgkina zawierające zdegenerowane jądro i skurczoną eozynofilną cytoplazmę. W chłoniaku Hodgkina występuje polimorficzny naciek komórek bez cech atypii, dominują małe, okrągłe limfocyty, ale również stwierdza się histiocyty, eozynofile, komórki plazmatyczne i neutrofile. W postaci nieklasycznej zamiast komórek Reed-Sternberga występują komórki L&H (ang. popcorn cells), które wykazują odmienny immunofenotyp niż klasyczne komórki Reed-Sternberga: CD15-, CD30-, CD20+, CD45+.

### Stwardnienie guzkowe
Jest najczęstszą postacią klasycznego chłoniaka Hodgkina, jest stwierdzana u 60–80% chorych z tą chorobą. Zwykle dotyczy młodych dorosłych i nastolatków, ale może pojawić się w każdym wieku.
Mikroskopowo nowotwór cechuje się częściowym wzorem guzkowym z obecnością włóknistych pasm oddzielających poszczególne guzki. Pasma włókniste wywodzą się z zagęszczeń torebki węzła dzielące zrąb węzła na mniejsze guzki. Charakterystyczna jest obecność lakunarnych komórek Reed-Sternberga z wielopłatowym jądrem, małym jąderkiem i obfitą ilością bladej cytoplazmy. Po wypreparowaniu węzła w formalinie obfita cytoplazma komórek lakunarnych obkurcza się, pozostawiając dookoła jasną, wolną przestrzeń – lakunę. Komórki lakunarne zazwyczaj wykazują ekspresję CD30 i CD15 oraz brak antygenów limfocytów B i T. Zwłóknienie kolagenowe może być obfite lub słabo zaznaczone. W tle występują nacieki chłoniakowe z limfocytów, histiocytów, komórek plazmatycznych, eozynofilów i czasem również neutrofilów.
British National Lymphoma Investigation (BNLI) na podstawie liczby komórek Reed-Sternberga i stopinia ich atypii dzieli stwardnienie guzkowe pod względem złośliwości. Stopień 1 jest stwierdzany w 75–85% przypadków stwardnienia guzkowego, a stopień 2 w 15–25% przypadków. Stopień 2 jest związany z gorszą odpowiedzią na leczenie i wyższym odsetkiem nawrotu.

### Postać mieszana
Jest to druga co do częstości występowania postać chłoniaka Hodgkina i najczęstsza postać u chorych po 50. roku życia, przeważnie występuje u mężczyzn. Stanowi około 15–25% wszystkich przypadków choroby. W porównaniu do stwardnienia guzkowego i postaci z przewagą limfocytów postać mieszana często jest związana z zaawansowaną chorobą i obecnością objawów ogólnych.
Mikroskopowo postać cechuje się obecnością bardzo licznych komórek Reed-Sternberga przemieszanych z naciekami złożonymi z małych limfocytów, histiocytów, eozynofilów i komórek plazmatycznych. Naciek zwykle jest rozproszony, może być nieco guzkowy, nie występują pasma zwłóknienia. Komórki Reed-Sternberga są duże, z dwupłatowym, podwójnym jądrem komórkowym albo wieloma jądrami komórkowymi, z dużym eozynofilnym jąderkiem. Komórki lakunarne są rzadkie.

### Bogaty w limfocyty
Postać jest stwierdzana u około 5% chorych na chłoniaka Hodgkina. Mikroskopowo podtyp charakteryzuje się obecnością obfitych nacieków składających się głównie z niewielkich limfocytów B z niewielką ilością lub bez eozynofilów i zawierających klasycznie morfologicznie oraz immunofenotypowo komórki Reed-Sternberga. Często stwierdza się obecność dużych niewyraźnych guzków. Podtyp bogaty w limfocyty przypomina podtyp guzkowy z przewagą limfocytów (postać nieklasyczną).

### Z zanikiem limfocytów
Postać jest stwierdzana u poniżej 1% przypadków chłoniaka Hodgkina. Podtyp najczęściej występuje u osób starszych oraz u zakażonych HIV. Mikroskopowo typowo tworzy rozproszone i często ubogokomórkowe nacieki, występują rozproszone ogniska zwłóknienia i martwicy.

### Guzkowy z przewagą limfocytów (nieklasyczny chłoniak Hodgkina)

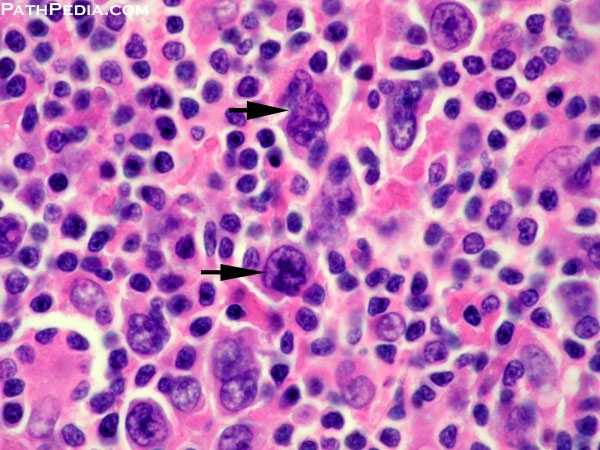
Komórki L&H – popcorn cell (na górze zdjęcia) i komórka Reed-Sterberga (na dole)

Postać nieklasyczna jest rozpoznawana u około 5% chorych na chłoniaka Hodgkina. Klinicznie postać najczęściej dotyczy osób młodych, głównie mężczyzn (75% przypadków), pojawia się głównie w węzłach obwodowych bez zajęcia śródpiersia, zwykle jest rozpoznawana we wczesnych stadiach i przebiega powoli bez cech klinicznej progresji.
Mikroskopowo podtyp typowo cechuje się przynajmniej częściowo guzkowym wzorcem wzrostu, ale w małej części przypadków występuje rozlany wzorzec wzrostu. Występują obfite nacieki z licznych drobnych limfocytów i histiocytów. Nie występują nacieki z neutrofili i eozynofili obserwowane w klasycznych podtypach chłoniaka Hodgkina. Typowa jest obecność wariantu komórek Reed-Sternberga – komórek L&H (ang. lymphocytic and histiocytic), zwanymi również popcorn cells z wielopłatowym delikatnym jądrem przypominającym prażoną kukurydzę. Obecnie preferuje się nazwę komórki PR zamiast L&H. Czasem atypowe komórki mogą przypominać klasyczne komórki Reed-Sternberga, jednak wówczas immunofenotypowanie wyklucza postać bogatą w limfocyty klasycznego chłoniaka Hodgkina. W postaci nieklasycznej komórki nowotworowe cechują się fenotypem CD20+, CD45+, CD15- i okazjonalnie CD30+, podczas gdy postać klasyczna charakteryzuje się CD15+, CD30+, CD20+/−, CD45-. Możliwa jest transformacja postaci guzkowej z przewagą limfocytów w chłoniaka rozlanego z dużych komórek B (DLBCL).

## Historia naturalna

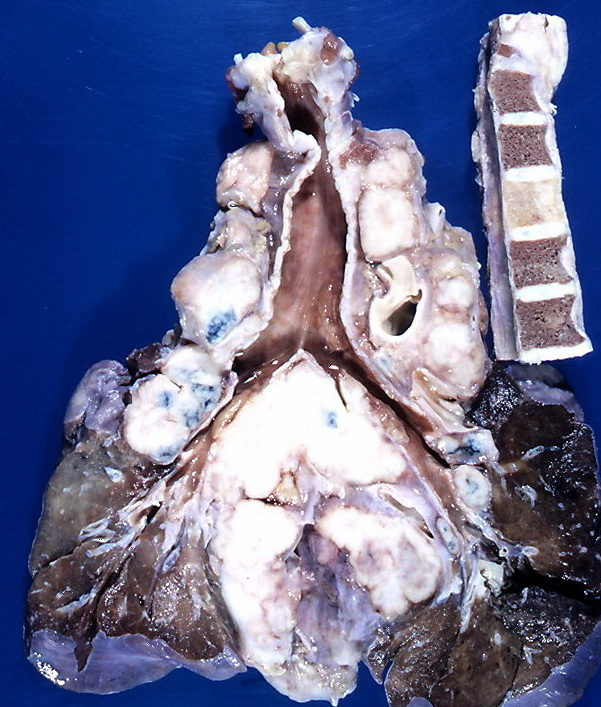
Masywne zajęcie węzłów chłonnych przytchawiczych, wnęki płuca i podostrogowych, zajęcie kręgów

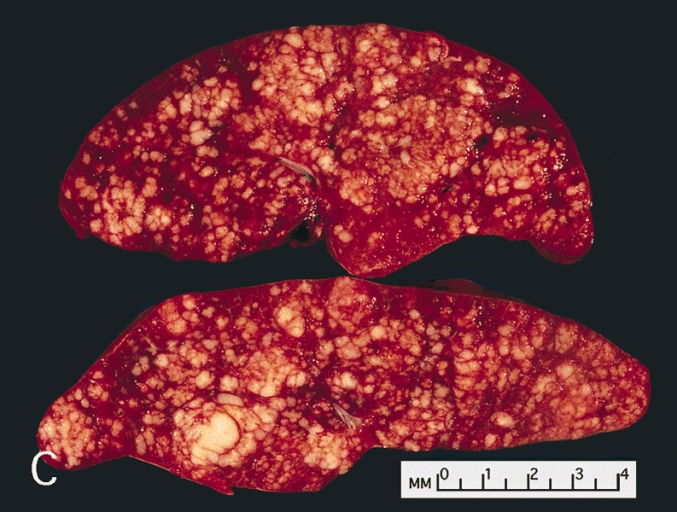
Nacieki chłoniaka Hodgkina w śledzionie

W większości przypadków choroba rozpoczyna się jako bezobjawowe powiększenie węzłów chłonnych, choć u części chorych objawy ogólne mogą wyprzedzać powiększenie węzłów chłonnych. Początkowo zajęta jest pojedyncza grupa węzłów chłonnych. Najczęściej chłoniak Hodgkina zajmuje węzły powyżej przepony, przede wszystkim węzły śródpiersiowe i szyjne. Choroba początkowo szerzy się przez ciągłość na sąsiednie grupy węzłów chłonnych. W późniejszym etapie choroby, podobnie jak w guzach litych, dochodzi do rozsiewu drogą krwiopochodną i pojawienia się zmian w odległych strukturach limfatycznych i narządach pozalimfatycznych. Zajęcie śledziony jest obserwowane w 30–40% przypadków chłoniaka Hodgkina. W przeciwieństwie do chłoniaków nieziarniczych rzadko występuje pierwotne zajęcie struktur pozalimfatycznych, częściej obserwuje się ich wtórne zajęcie. Zajęcie struktur pozalimfatycznych jest obserwowane w 15–30% przypadków chłoniaka Hodgkina, w 15% jest to inwazja sąsiednich tkanek i narządów, a w 5–10% jest to szerzenie się drogą krwiopochodną. Najczęściej dochodzi do zajęcia wątroby, szpiku kostnego, kości i płuc (śledziona w chłoniaku Hodgkina jest uznawana za narząd limfatyczny). W miarę postępu nieleczonej choroby powoli dochodzi do zajęcia kolejnych grup węzłów chłonnych oraz kolejnych narządów, w tym wątroby, śledziony i szpiku kostnego. Chorzy w zaawansowanym stadium doświadczają objawów ogólnych, rozwija się kacheksja i zwiększa się ryzyko powikłań infekcyjnych.

## Patogeneza
Proces nowotworzenia chłoniaka Hodgkina nie jest w pełni poznany. Kluczowa w patogenezie jest utrata fenotypu limfocytów B. Nie jest jasne, czy utrata tego fenotypu wynika z pochodzenia od nieprawidłowych komórek centrów rozmnażania, czy jest to nieuniknione następstwo transformacji nowotworowej tych komórek warunkujące powstanie komórek Reed-Sternberga. W chłoniaku Hodgkina stwierdza się powtarzalne zaburzenia molekularne obejmujące deregulację szlaku NF-kB oraz JAK-STAT.

### Cechy morfologiczne chłoniaka Hodgkina
W chłoniaku Hodgkina w zajętym węźle chłonnym komórki Reed-Sternberga stanowią jedynie 0,1% do 1% całej populacji komórek, pozostałą część stanowią nienowotworowe limfocyty, histiocyty, eozynofile, komórki plazmatyczne, fibroblasty i inne komórki. Pochodzenie komórek nowotworowych w chłoniaku Hodgkina przez wiele lat pozostawało niejasne. Obecnie wiadomo, że komórki Reed-Sternberga i komórki LP pochodzą od limfocytów B. Stwierdzono powtarzalne rearanżacje genów łańcucha ciężkiego lub lekkiego immunoglobulin, co potwierdza klonalny charakter choroby i pochodzenie komórek z limfocytów linii B. Analiza genów o wysokiej częstości mutacji somatycznych wskazuje na pochodzenie z ośrodków rozmnażania (ang. germinal center, GC) lub późniejszych etapów. W komórkach LP między klonami obserwuje się zróżnicowanie genu domeny zmiennej przeciwciała, co sugeruje zachodzenie hipermutacji, z kolei komórki Reed-Sternberga wykazują identyczną somatyczną hipermutację w związku z pochodzeniem z bardziej zaawansowanego etapu różnicowania limfocytów B. Typowo w komórkach Reed-Sternberga nie stwierdza się markerów liniowych limfocytów B – CD20, CD19, CD79 i powierzchniowych immunoglobulin, a także czynników transkrypcyjnych OCT2, BOB1 i PU1 w związku z ich regulacją w dół.

### Utrata fenotypu dojrzałego limfocytu B
Komórki Reed-Sternberga, mimo pochodzenia z dojrzałych limfocytów B, charakteryzuje zahamowanie wielu genów typowych dla tych komórek, co skutkuje między innymi utratą typowego dla tych komórek immunofenotypu. Mimo utraty wielu typowych cech limfocytów B komórki Reed-Sternberga zachowują ekspresję CD40, CD80, CD86, CD54, CD58 oraz MHC klasy II, które umożliwiają prezentację antygenu i interakcje z limfocytem Th. Ponadto komórki Reed-Sternberga często są otoczone przez limfocyty Th CD4+. Sugeruje to, że taka interakcja jest istotna dla przetrwania komórek nowotworowych.
Komórki Reed-Sternberga poprzez regulację w dół wielu czynników transkrypcyjnych typowych dla limfocytów B, w tym OCT2, PU.1, BOB1 i EBF1 oraz poprzez zmiany epigenetyczne wpływają na wiele typowych genów. Poprzez białka IBF1 i ID2 dochodzi do inhibicji białka E2A, które jest istotne w regulacji ekspresji genów specyficznych dla limfocytów B. W komórkach Reed-Sternberga obserwuje się jednoczesną ekspresję wielu genów grupy polycomb, których jednoczesnej koekspresji nie obserwuje się w prawidłowych limfocytach B. W komórkach Reed-Sternberga stwierdza się aktywność NOTCH 1, który promuje rozwój limfocytów T i blokuje ekspresję genów limfocytów B we wspólnej komórce progenitorowej. Do aktywacji NOTCH 1 dochodzi w następstwie oddziaływania JAG1 (Jagged-1), który ulega ekspresji w komórkach mikrośrodowiska, wysokiej aktywności koaktywatora NOTCH 1 – MAML2 oraz regulacji w dół inhibitora NOTCH 1 – DELTEX1.
Możliwe jest, że silna presja proapoptyczna działająca wobec limfocytów B ośrodków rozmnażania (GC B cell, GBC) o niskiej lub zerowej ekspresji BCR wpływa na selekcję limfocytów B nieposiadających cech limfocytów B, ostatecznie umożliwiając im ucieczkę od apoptozy.

### Zakażenie EBV

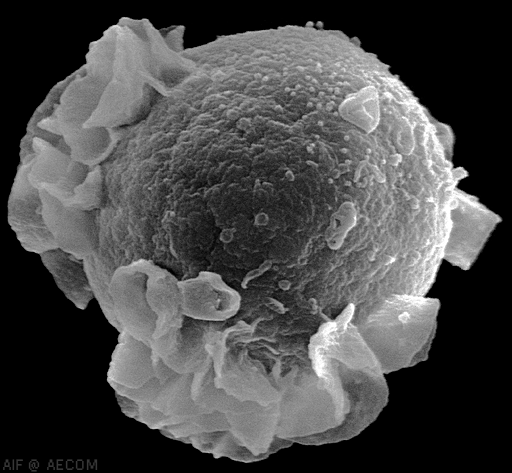
Pączkowanie EBV w zakażonym limfocycie B

Wirus EBV jest związany z patogenezą chłoniaka Hodgkina. Osoby z wywiadem mononukleozy zakaźnej mają czterokrotnie zwiększone ryzyko zachorowania na chłoniaka Hodgkina. W około 40% przypadków tego chłoniaka stwierdza się latentną infekcję wirusa.
Wirus wpływa na blokowanie apoptozy indukowanej brakiem funkcjonalnego receptora BCR, a niektóre badania wskazują, że wirus jest zdolny do stymulowania przemiany zakażonego limfocytu B w kierunku komórek pamięci. Kluczowe w tej przemianie są dwa białka wirusowe: LMP1 i LMP2A. LMP1 wykazuje zdolność do zastąpienia sygnałów antyapoptycznych i wpływających na różnicowanie dostarczanych przez aktywowany receptor CD40. LMP1 może wpływać na zwiększenie zdolności do przeżycia komórki poprzez wpływ na czynnik NF-κB, szlak JAK/STAT i szlak PI3K/AKT. LMP2A naśladuje sygnał z BCR, co pozwala na przeżycie komórek mimo braku funkcji tego genu. Ponadto prawdopodobnie wpływa na szlak RAS/PI3K/AKT, zwiększając zdolność do przeżycia zainfekowanych komórek.
Nieznana jest rola utraty BCR w patogenezie chłoniaka Hodgkina związanego z zakażeniem EBV. Prawdopodobnie jest to związane z cyklem replikacyjnym wirusa w limfocytach B, w którym do powstania nowych zdolnych do zakażania wirionów uwalnianych dochodzi wraz z lizą zakażanej komórki, a obok których współwystępują formy zakażenia latentnego. Przełączenie z formy latentnej do replikacji może zachodzić na dwóch drogach: poprzez pobudzenie BCR powodującej różnicowanie się w komórki plazmatyczne oraz poprzez dwa wirusowe białka błonowe. W procesie indukowanym przez wirusa LMP2A może częściowo zastąpić sygnał z BCR i indukować przejście do fazy replikacyjnej, a białko LMP1 blokuje różnicowanie się komórki w kierunku plazmocytu. Faktycznie zakończenie cyklu replikacyjnego wirusa jest niezgodne z linią patogenezy nowotworu, ponieważ prowadzi do lizy komórki. Utrata funkcjonalnego BCR jednocześnie prowadzi do utraty możliwości wprowadzenia komórki w cykl replikacyjny zależny od BCR. LMP2A może indukować replikację wirusa na drodze niezależnej od BCR, to jednak w sytuacji braku funkcjonalnego BCR i zależnych od nich aktywnych białek, wirus za pośrednictwem LMP2A nie posiada zdolności do aktywacji białka EGR1 niezbędnego do indukcji lizy.

### Szlak NF-kB

Szlaki transdukcji sygnału w komórce. Zaznaczony szlak NF-kB

NF-kB jest czynnikiem transkrypcyjnym wpływającym na wiele genów odpowiedzialnych za odpowiedź zapalną, immunologiczną, apoptozę i proliferację komórki. Komórki Reed-Sternberga wykazują konstytutywną aktywację szlaku NF-kB, który fizjologicznie jest aktywowany wyłącznie w aktywowanych limfocytach. Zaobserwowano, że eksperymentalne zniesienie aktywności czynnika transkrypcyjnego prowadzi do masowej apoptozy badanych linii komórkowych poprzez regulację w dół silnie antyapoptycznych i proproliferacyjnych genów.
Do stałej aktywności szlaku prowadzi konstytutywna aktywność CD30 i CD40, RANK (ang. Receptor Activator of Nuclear Factor κB), oraz białka wirusa EBV: LMP1 czy LMP2A, jednak prawdopodobnie nie są one wystarczające do konstytutywnej aktywności szlaku NF-kB, ponieważ w komórkach Reed-Sternberga stwierdzono dodatkowe zmiany cytogenetyczne wpływające na ten szlak. W 40–50% przypadków klasycznego chłoniaka Hodgkina stwierdza się amplifikację genu REL kodującego jeden z czynników szlaku NF-kB. Inaktywująca mutacja genu NFKBIA kodującego białka IκBα, którego funkcją jest inaktywacja NF-kB, jest stwierdzana w 15–20% przypadków chłoniaka Hodgkina. W 30–40% przypadków chłoniaka Hodgkina obserwuje się inaktywację TNFAIP3. TNFAIP3 jest genem supresorowym kodującym białko o tej samej nazwie, które poprzez wpływ na kinazy IκB hamuje szlak NF-kB. Ponadto stwierdzono odwrotną korelację między zakażeniem wirusem Epstein-Barra (EBV) a mutacją TNFAIP3, co wskazuje na alternatywną drogę aktywacji NF-kB przez inaktywację TNFAIP3 w komórkach niezakażonych wirusem EBV w stosunku do komórek zakażonych EBV bez mutacji TNFAIP3. Stanowi to potwierdzenie roli EBV w aktywacji szlaku NF-kB przez inaktywację genu supresorowego TNFAIP3.

### Szlak JAK-STAT i AP-1
Szlak JAK-STAT jest szlakiem sygnalizacyjnym odpowiedzi wpływającym na proliferacje, zdolności do przeżycia komórki oraz odpowiedzi immunologicznej. Zaobserwowano konstytutywną aktywację szlaku JAK-STAT niezależną od aktywacji JAK2 przez IL-6. W 20% przypadków klasycznego chłoniaka Hodgkina stwierdza się amplifikację genu JAK2. Ponadto ulegający amplifikacji region 9p24 zawierający gen JAK2 zawiera gen kodujący ligand receptora programowanej śmierci PD-L1 oraz PD-L2, które mogą wpływać na immunosupresję w mikrośrodowisku chłoniaka. Z kolei główny inhibitor SOCS1 szlaku STAT jest inaktywowany w 40% przypadków.

### Rola mikrośrodowiska nowotworu

Komórki Reed-Sternberga w otoczeniu z nacieku

Mikrośrodowisko otaczające komórki Reed-Sternberga jest kluczowym elementem decydującym o inicjacji i progresji procesu nowotworzenia. Komórki Reed-Sternberga poprzez wytwarzanie szeregu cytokin oraz chemokin wpływają na swoje otoczenie, co przekłada się na skład komórek nacieku i obrazu histopatologicznego choroby. Prawdopodobnie wzajemne oddziaływanie między komórkami Reed-Sternberga a komórkami mikrośrodowiska jest kluczowe dla przeżycia tych komórek. W obrębie nacieku większość naciekających komórek stanowią limfocyty CD4+, przy czym dominuje fenotyp limfocytów Th2 i limfocytów T regulatorowych. Komórki Reed-Sternberga wydzielają chemokiny CCL17, CCL5 i CCL22 przyciągające limfocyty Th2 i T regulatorowe wykazujące ekspresje CCR4. Z kolei limfocyty Th2, wykazując ekspresje CD40L, stymulują komórki Reed-Sternberga cechujące się obecnością receptora CD40. Pobudzenie receptora CD40 wpływa na aktywacje czynnika transkrypcyjnego NF-κB. Limfocyty T regulatorowe CD4+CD25+FoxP3+ hamują odpowiedź przeciwnowotworową ze strony limfocytów T cytotoksycznych i komórek NK. Reed-Sternberga poprzez ekspresje PD1, ligandu CD95, IL-10, TGF-β i galektyny hamują odpowiedź z udziałem limfocytów T cytotoksycznych. Komórki Reed-Sternberga poprzez wydzielanie IL-5, IL-9, CCL5, CCL11 i CCL28 przyciągają eozynofile, które wydzielają TGF-β i wykazują obecność ligandu CD30. Również komórki tuczne będące składnikiem nacieku wykazują ekspresje ligandu CD30.

## Rozpoznanie
Rozpoznanie chłoniaka Hodgkina jest stawiane na podstawie badania histopatologicznego całego węzła chłonnego lub innej nacieczonej tkanki. Konieczne jest rozpoznanie komórek Reed-Sternberga lub komórek Hodgkina w typowym otoczeniu komórek nienowotworowych. Badania obrazowe, poprzez ocenę lokalizacji pozawęzłowych niedostępnych w badaniu fizykalnym, służą do oceny zaawansowania choroby.

### Badania laboratoryjne
W diagnostyce chłoniaka Hodgkina zaleca się wykonanie morfologii krwi obwodowej z rozmazem, ocenę OB, CRP, biochemiczną ocenę wydolności nerek i wątroby, proteinogram, ocenę aktywności LDH, stężenia β2mikroglobuliny oraz badania wirusologiczne w kierunku zakażenia HBV, HCV i HIV.
U części chorych stwierdza się niedokrwistość zwykle w mechanizmie niedokrwistości chorób przewlekłych, rzadziej autoimmunohemolityczną. W rozmazie często jest stwierdzana limfopenia, granulocytoza, eozynofilia i nadpłytkowość. Możliwa jest trombocytopenia związana z nacieczenia szpiku, hipersplenizmu lub wynikająca z autoimmunizacji. OB zwykle jest podwyższone u chorych w zaawansowanym stadium choroby, jego wartość ma znaczenie rokownicze we wczesnych stadiach choroby.
Podwyższona aktywność aminotransferazy asparaginianowej (AST) i aminotransferazy alaninowej (ALT), gamma-glutamylotranspeptydazy (GGTP) oraz podwyższone stężenie bilirubiny sugeruje naciek wątroby, choć możliwe jest występowanie takich nieprawidłowości bez zajęcia wątroby. Aktywność dehydrogenazy mleczanowej i fosfatazy alkalicznej bywa podwyższona, szczególnie w zaawansowanej chorobie. U połowy chorych rozpoznaje się hipergammaglobulinemię, u części hipoalbuminemię i zwiększenie stężenia β2mikroglobuliny w surowicy.

### Biopsja węzła chłonnego

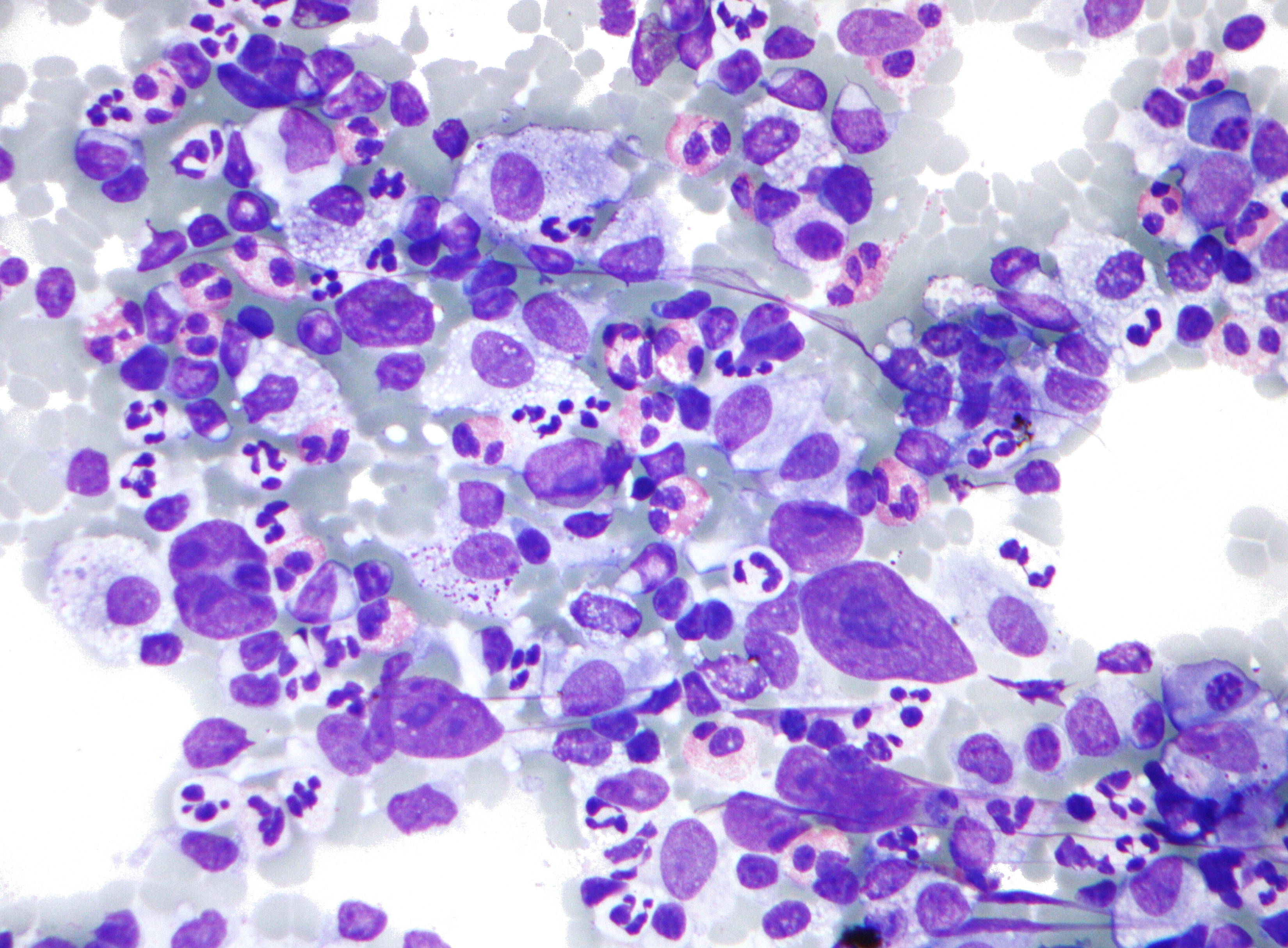
Badanie cytologiczne materiału uzyskanego drogą biopsji aspiracyjnej. Widoczne komórki Reed-Sternberga. Badanie cytologiczne nie pozwala określić typu histopatologicznego chłoniaka Hodgkina.

Chirurgiczna biopsja całego węzła chłonnego lub innej nacieczonej tkanki jest konieczna do postawienia rozpoznania histopatologicznego i określenia typu histopatologicznego choroby. Biopsja aspiracyjna lub cienkoigłowa jest niewystarczająca, ponieważ nie dostarcza wystarczającej informacji o architekturze zmiany, co jest istotne dla ustalenia podtypu histopatologicznego. W miarę możliwości pobierany jest największy nieprawidłowy węzeł chłonny. W sytuacji, w której ze względu na lokalizację zmiany biopsja całego węzła chłonnego nie jest możliwa, może być wystarczające pobranie jedynie jego niewielkiego fragmentu. W niektórych sytuacjach możliwe jest wykonanie jedynie biopsji gruboigłowej, zaleca się wówczas pobranie wielu bioptatów.

### Biopsja szpiku kostnego
Biopsja aspiracyjna szpiku kostnego i trepanobiopsja z talerza kości biodrowej jest rutynowo wykonywana w ramach oceny zaawansowania chłoniaka Hodgkina. Biopsja szpiku pobranego z mostka jest niemiarodajna. U większości chorych w momencie rozpoznania nie występuje zajęcie szpiku kostnego, co jednak dotyczy około 5–8% chorych. Zajęcie szpiku na wczesnym etapie choroby jest bardzo rzadkie i zwykle towarzyszy chorobie zaawansowanej.
W nienacieczonym szpiku kostnym występuje reaktywna granulocytoza, eozynofilia i plazmocytoza, a komórki Reed-Sternberga nie mogą być obecne.
W przypadku nacieczenia szpiku występują charakterystyczne obszary nagromadzenia limfocytów i histiocytów, często z obszarami włóknienia retikulinowego. W obszarze nacieku występuje znaczna liczba komórek plazmatycznych, limfocytów, eozynofilii, histiocytów i znaczna liczba atypowych komórek o dużym jądrze komórkowym i eozynofilnych jąderkach. Atypowe komórki są trudne do identyfikacji w szpiku kostnym i badanie immunohistochemiczne jest pomocne w rozpoznaniu choroby. Obecność diagnostycznych komórek Reed-Sternberga jest rzadka. Szpik zwykle jest nacieczony ogniskowo, co podkreśla znaczenie wykonania odpowiedniej trepanobiopsji.
W przypadku zajęcia szpiku w nieklasycznym chłoniaku Hodgkina stwierdza się guzkowe skupiska małych limfocytów z pojedynczymi dużymi komórkami atypowymi.

### Badanie histopatologiczne

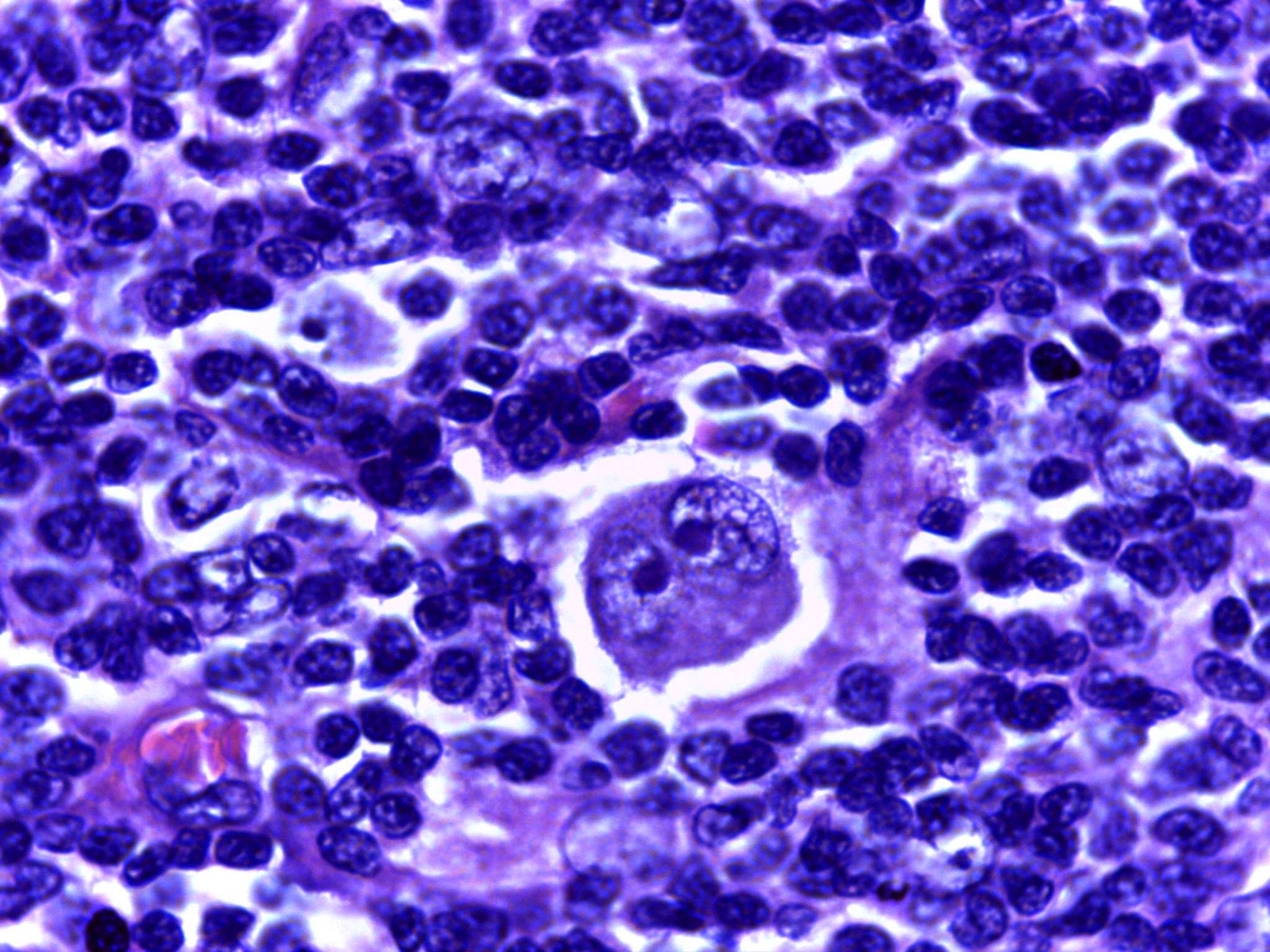
Komórki Reed-Sternberga otoczone naciekiem

Podstawą rozpoznania chłoniaka Hodgkina jest ocena w badaniu histopatologicznym węzła chłonnego lub innej zajętej tkanki. Konieczne jest rozpoznanie komórek Reed-Sternberga lub komórek Hodgkina w typowym otoczeniu komórek nienowotworowych.

### Badanie immunofenotypu
Klasyczne i lakularne komórki Reed-Sternberga w 98% przypadków wykazują ekspresję CD30, w 75–80% przypadków ekspresję CD15. Mimo pochodzenia komórek Reed-Sternberga od dojrzałych limfocytów B nie stwierdza się ekspresji markerów tej linii, ale w 20–30% rozpoznaje się ekspresję CD20 i CD79a. Rzadziej stwierdza się markery linii limfocytów T (CD3, CD4 i CD8). Komórki Reed-Sternberga nie powinny wykazywać ekspresji CD45 i EMA. Charakterystyczna jest nieobecność reakcji dla czynników transkrypcyjnych Oct2 i BOB i pozytywna reakcja dla BSAP/PAX-5. 40% komórek Reed-Sternberga wykazuje obecność białka jądrowego BCL6.
W nieklasycznym chłoniaku Hodgkina (guzkowy z przewagą limfocytów) stwierdza się ekspresję antygenów CD45, CD20, CD79a, CD22 i EMA, nieobecne są antygeny CD30 i CD15. Stwierdza się obecność BCL6 oraz pozytywną reakcję dla czynników transkrypcyjnych Oct2 i BOB.

### Badania obrazowe

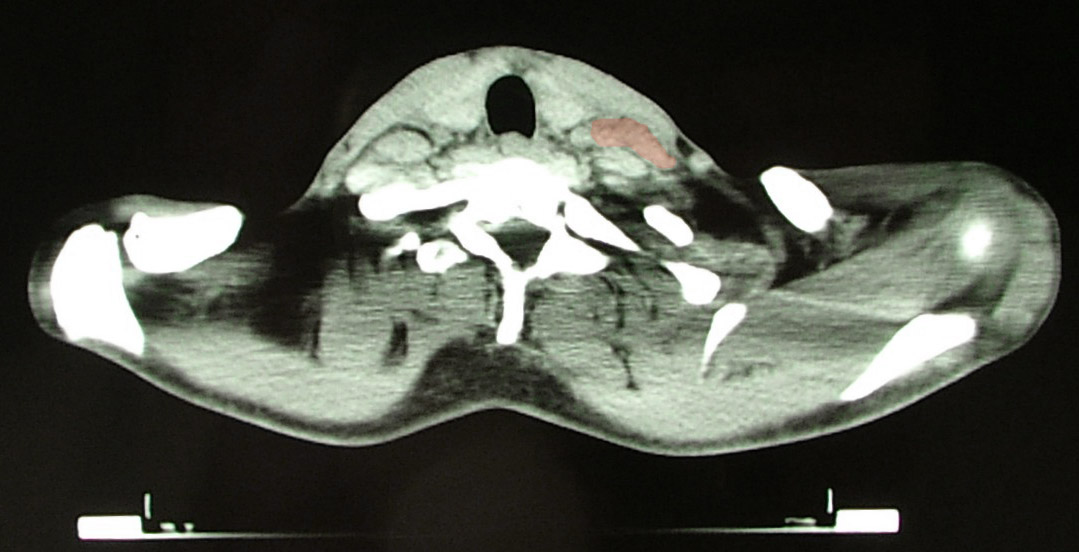
Tomografia komputerowa szyi. Kolorem czerwonym zaznaczono powiększone węzły chłonne

Badania obrazowe w chłoniaku Hodgkina pomagają ocenić zajęcia grup węzłów chłonnych i lokalizacji pozawęzłowych niedostępnych w badaniu fizykalnym. Ocena zajęcia różnych grup węzłowych i lokalizacji pozawęzłowych pozwala na ocenę stopnia zaawansowania. Podstawowym badaniem w ocenie zaawansowania chłoniaka Hodgkina jest tomografia komputerowa klatki piersiowej z lub bez oceny szyi, jamy brzusznej i miednicy. U chorych z dużymi zmianami w śródpiersiu zaleca się wykonanie RTG klatki piersiowej. Rezonans magnetyczny (MRI) znajduje zastosowanie głównie do oceny zmian w obrębie tkanek miękkich i zajęcia ośrodkowego układu nerwowego. Również pozytonowa tomografia emisyjna (PET) może być użyta w celu oceny zaawansowania choroby, badanie wykazuje dużą czułość w wykrywaniu zajęcia szpiku i u chorych z nowo rozpoznaną chorobą badanych metodą PET nie jest konieczna biopsja szpiku.

## Ocena zaawansowania
Rozpoznanie choroby musi być uzupełnione oceną zaawansowania klinicznego choroby (SC). Właściwa ocena wyjściowego stopnia zaawansowania jest bardzo ważna dla ustalenia optymalnej metody leczenia i oceny jej skuteczności. W ocenie zaawansowania konieczne jest przeprowadzenie badania lekarskiego, podstawowych badań laboratoryjnych i badań obrazowych. Zaawansowanie choroby jest oceniane w klasyfikacji Ann Arbor z modyfikacją z Cotswolds. Po uwzględnieniu czynników ryzyka złego rokowania ustala się przynależność choroby do jednej z trzech grup rokowniczych: postaci wczesnej chłoniaka Hodgkina, postaci pośredniej (postać wczesna z czynnikami ryzyka) i postaci zaawansowanej.

### Klasyfikacja Ann Arbor z modyfikacją z Cotswolds
| Stopień | Charakterystyka |
| I | zajęcie 1 grupy węzłów chłonnych, narządu limfatycznego (śledziona, grasica, pierścień Waldeyera) lub ograniczone zajęcie jednego narządu pozalimfatycznego (IE)                                                                             |
| II | zajęcie ≥2 grup węzłów chłonnych po tej samej stronie przepony lub jednoogniskowe zajęcie przez ciągłość pojedynczego narządu pozalimfatycznego i ≥1 grupy węzłów chłonnych po tej samej stronie przepony (IIE)                              |
| III | zajęcie węzłów chłonnych po obu stronach przepony z lub bez towarzyszącym jednoogniskowym zajęciem narządu pozalimfatycznego (IIIE) lub zajęciem śledziony (IIIS) lub jednoogniskowym zajęciem narządu pozalimfatycznego i śledziony (IIISE) |
| IV | rozlane lub uogólnione zajęcie narządu pozalimfatycznego z lub bez zajęcia grup węzłowych |
| Oznaczenia dodatkowe: | |
| A – bez objawów ogólnych choroby B – obecność objawów ogólnych choroby: niewyjaśniona utrata masy ciała o ≥10% w ciągu ostatnich 6 miesięcy, niewyjaśniona gorączka (temperatura ≥38 °C) przez ostatnie 2 tygodnie, zlewne poty nocne | |
| E – izolowane zajęcie pojedynczego narządu pozalimfatycznego lub zajęcie narządu pozalimfatycznego przez ciągłość z zajętych węzłów chłonnych, z wyjątkiem zajęcia wątroby lub szpiku kostnego                                        | |
| X – duże zmiany węzłowe w śródpiersiu, w tym guz w śródpiersiu zajmujący powyżej 1/3 szerokości klatki piersiowej mierzony na poziomie Th5–Th6 w RTG lub TK lub masa węzłowa w innej lokalizacji o największym wymiarze ≥10 cm        | |
| Zajęcie lokalizacji anatomicznych: S+ – śledziona, H+ – wątroba, N+ – węzły chłonne zaotrzewnowe, L+ – płuca, P+ – opłucna, O+ – kości, D+ – skóra                                                                                    | |

### Grupy rokownicze
| Grupa chorych                                                          | GHSG | EORTC/GELA |
| Postać wczesna o korzystnym rokowaniu                                  | CS I–II bez czynników ryzyka | CS I–II bez czynników ryzyka                                                                                                  |
| Postać wczesna o niekorzystnym rokowaniu (grupa pośredniego rokowania) | CS I–IIA z ≥1 czynnikiem ryzyka: 1. duża masa w śródpiersiu, 2. lokalizacja pozawęzłowa, 3. podwyższone OB, 4. zajęcie ≥3 grup węzłowych, CS IIB z ≥1 czynnikiem ryzyka: 1. podwyższone OB 2. zajęcie ≥3 grup węzłowych | CS I–II z ≥1 czynnikiem ryzyka: 1. duża masa w śródpiersiu, 2. wiek ≥50 lat, 3. podwyższone OB, 4. zajęcie ≥4 grup węzłowych. |
| Postać zaawansowana                                                    | CS I–IIB z ≥1 czynnikiem ryzyka: 1. duża masa w śródpiersiu, 2. lokalizacja pozawęzłowa. CS III–IV | CS III–IV |

U chorych w stadium zaawansowanym bywa stosowany Międzynarodowy Wskaźnik Prognostyczny (IPS) obejmujący 7 czynników ryzyka:
- płeć męska,
- wiek ≥45 lat,
- IV stopień zaawansowania klinicznego,
- stężenie Hb <10,5 g/dl,
- liczba leukocytów ≥15 000/μl,
- liczba limfocytów <600/μl lub <8%,
- stężenie albuminy w osoczu <4,0 g/dl.

Do korzystnej grupy rokowniczej kwalifikuje się chorych z obecnością 0–3 czynników niekorzystnego ryzyka, do niekorzystnej grupy rokowniczej kwalifikuje się chorych z obecnością 4–7 czynników niekorzystnego ryzyka. Praktyczne znaczenie klasyfikacji IPS jest ograniczone.
Istnieją badania przemawiające za prognostycznym znaczeniem PET-TK po 2 cyklu leczenia.

## Leczenie

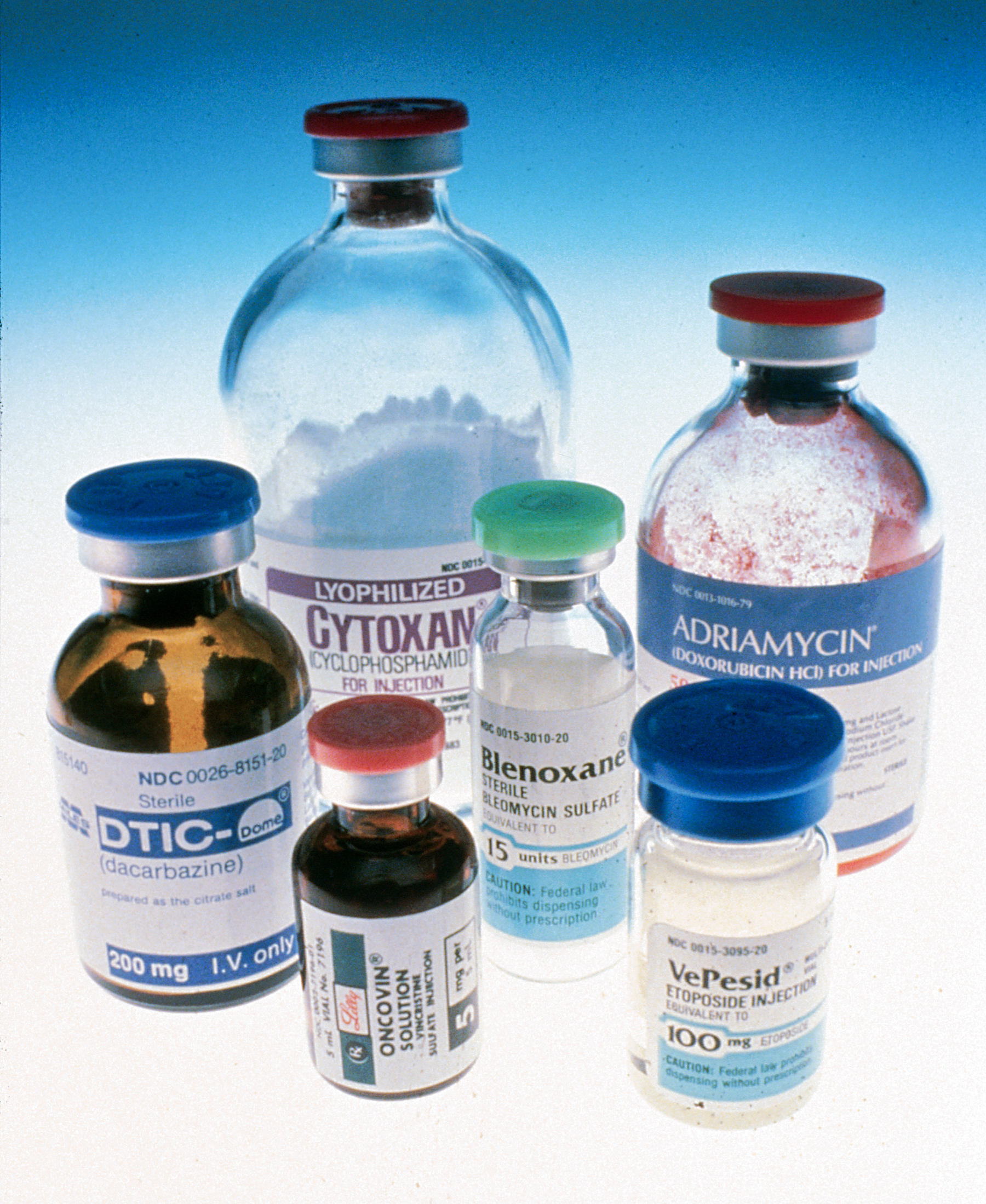
Leczenie chłoniaka Hodgkina jest oparte na chemioterapii

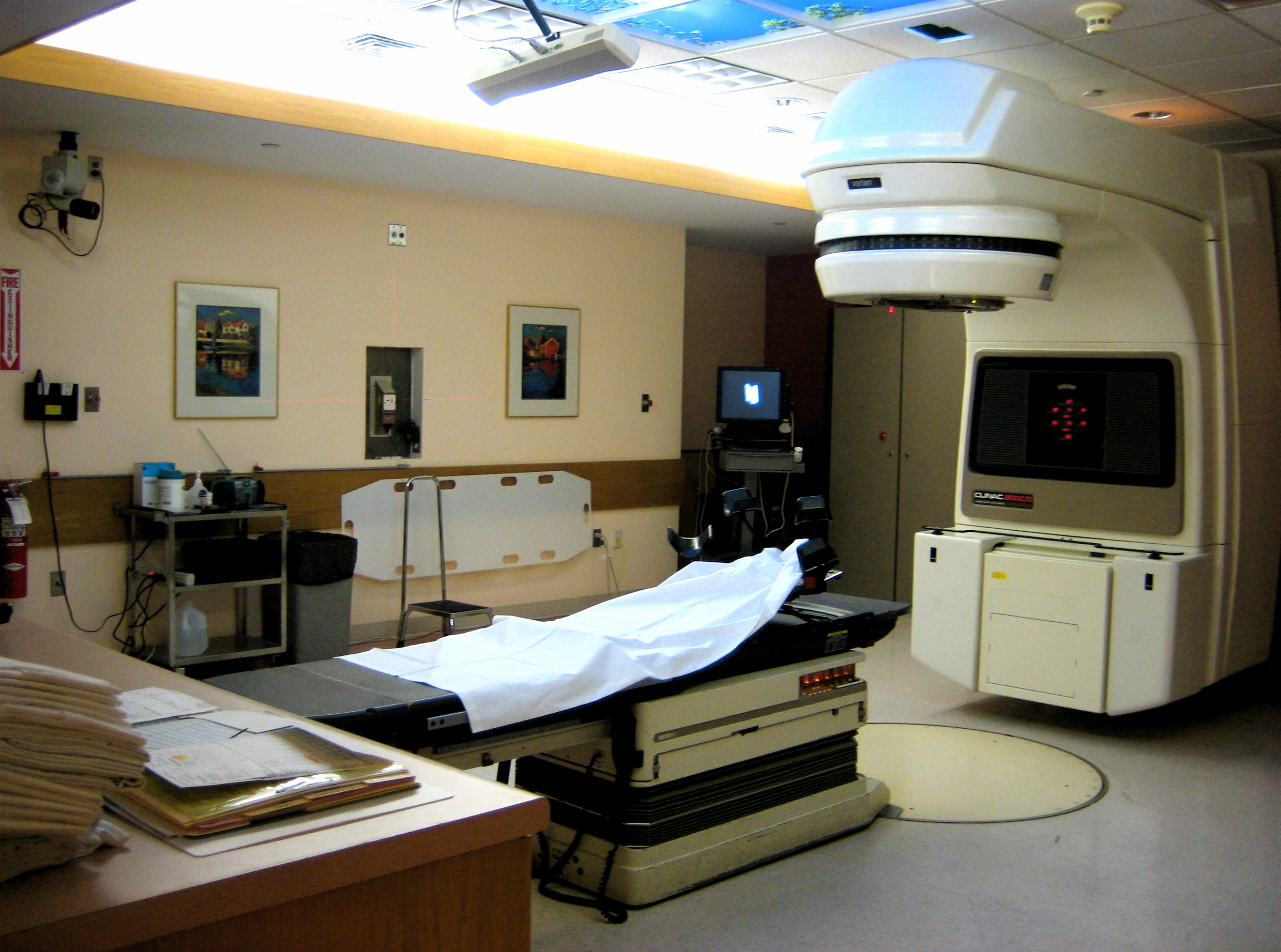
Aparat do radioterapii

Leczenie chłoniaka Hodgkina jest oparte na chemioterapii i radioterapii, metody chirurgiczne nie znajdują zastosowania. Intensywność leczenia jest dostosowywana do wyjściowego stadium zaawansowania choroby. U chorych z chłoniakiem Hodgkina w postaci wczesnej bez czynników ryzyka podaje się 2 cykle programu ABVD składającego się z doksorubicyny (adriamycyna), bleomycyny, winblastyny i dakarbazyny, a następnie uzupełniającą (adiuwantową) radioterapię zajętej okolicy (ISRT) o dawce 20 Gy. U chorych w postaci wczesnej z czynnikami ryzyka (stadium pośrednim) podaje się 4 cykle schematu ABVD i następnie chorych poddaje się radioterapii zajętej okolicy (ISRT) o dawce 30 Gy. W stadium zaawansowanym standardowo podaje się 6 do 8 cykli programu ABVD w zależności od uzyskanej odpowiedzi na leczenie ocenionej w PET po 4 cyklach leczenia. U młodych mężczyzn przed leczeniem proponuje się mrożenie nasienia w celu ewentualnego późniejszego wykorzystania w leczeniu niepłodności.

### Leczenie choroby wczesnej u chorych z korzystnym rokowaniem
W leczeniu wczesnego chłoniaka Hodgkina w stadium IA lub IIA bez czynników niekorzystnego rokowania leczenie polega na chemioterapii za pomocą 2 cykli programu ABVD (doksorubicyna, bleomycyna, winblastyna i dakarbazyna) i następnie uzupełniającej (adiuwantowej) radioterapii zajętej okolicy (ISRT) o dawce 20 Gy. Samodzielna radioterapia nie jest zalecana poza postacią guzkową z przewagą limfocytów (postać nieklasyczna) w stadium IA bez czynników ryzyka.
W kilku badaniach oceniono skuteczność samodzielnej radioterapii w porównaniu ze skojarzonym leczeniem za pomocą chemioterapii i radioterapii. W badaniu SWOG/CALGB stwierdzono, że chorzy otrzymujący wyłącznie radioterapię mają wyższy odsetek nawrotów niż chorzy otrzymujący chemioterapię za pomocą doksorubicyny i winblastyny z radioterapią. W badaniu HD7 na 627 chorych wykazano, że chorzy otrzymujący chemioterapię za pomocą ABVD i radioterapię wykazują wyższy odsetek siedmioletniego czasu wolnego od niepowodzenia leczenia (FFTF) niż chorzy otrzymujący wyłącznie radioterapię.
Oceniono skuteczność dodania radioterapii do chemioterapii. W dwóch metaanalizach nie stwierdzono korzyści w przeżyciu całkowitym chorych w efekcie dodania radioterapii do chemioterapii, choć stwierdzono poprawę kontroli choroby. W badaniu CCG na 501 chorych z chłoniakiem Hodgkina wykazano, że chorzy otrzymujący radioterapię po chemioterapii osiągają wyższy odsetek trzyletniego przeżycia wolnego od zdarzeń wynoszącego odpowiednio 93% u chorych otrzymujących radioterapię i 85% u chorych nie otrzymujących jej. W badaniu Laskar i współpracowników chorych po chemioterapii za pomocą sześciu cykli ABVD losowo przydzielono do dalszej radioterapii lub byli wyłącznie obserwowani. Również w tym badaniu stwierdzono wyższy odsetek ośmioletniego przeżycia wolnego od zdarzeń wynoszącego odpowiednio 88% i 76% i znacząco wyższy odsetek ośmioletniego przeżycia całkowitego w grupie leczonych radioterapią po chemioterapii wynoszący odpowiednio 89% dla samodzielnej chemioterapii i 100% dla połączenia chemioterapii i radioterapii. W badaniu Memorial Sloan-Kettering Cancer Center na 152 chorych z chłoniakiem Hodgkina w stadium IA–IIA, IB–IIB i IIIA, których losowo przydzielono do leczenia za pomocą sześciu cykli ABVD lub za pomocą sześciu cykli ABVD w połączeniu z radioterapią. Stwierdzono, że chorzy leczeni połączeniem chemioterapii i radioterapii po 60 miesiącach osiągnęli wyższy odsetek przeżycia całkowitego (OS) i czas wolny od progresji choroby (FFP) niż leczeni wyłącznie chemioterapią. Na efekty badania wpływ miało włączenie chorych w stadium III i chorych z objawami ogólnymi.
Z kolei w badaniu HD10 na 1370 chorych z chłoniakiem Hodgkina porównano skuteczność leczenia o zredukowanej liczbie cykli i dawce radioterapii u chorych we wczesnej chorobie o bardzo dobrym rokowaniu. Chorych losowo przydzielono do leczenia za pomocą 4 cykli ABVD z radioterapią zajętej okolicy o dawce 30 Gy lub 20 Gy albo za pomocą 2 cykli ABVD z radioterapią zajętej okolicy o dawce 30 Gy lub 20 Gy. Nie wykazano różnic między grupami leczonych 2 lub 4 cyklami ABVD w odsetku pięcioletniego przeżycia całkowitego (OS) i czasu wolnego od niepowodzenia leczenia (ang. freedom from treatment failure, FFTF). Podobnie nie zaobserwowano różnic przeżycia całkowitego (OS), przeżycia wolnego od progresji choroby (PFS) i czasu wolnego od niepowodzenia leczenia (FFTF) między grupami chorych otrzymujących radioterapię w dawce 20 Gy lub 30 Gy. Wyniki te potwierdzają skuteczność leczenia chorych z wczesną chorobą bez czynników ryzyka za pomocą 2 cykli ABVD z radioterapią o dawce 20 Gy. W badaniu EORTC H9F oceniono skuteczność dawki radioterapii u chorych, którzy otrzymali 6 cykli ABVD i osiągnęli całkowitą remisję. Część chorych otrzymała radioterapię w dawce 36 Gy lub 20 Gy, a część nie otrzymała radioterapii po chemioterapii. Odsetek czteroletniego przeżycia wolnego od zdarzeń (EFS) wynosił odpowiednio 88%, 85% i 69%, nie zaobserwowano istotnej różnicy przeżycia całkowitego (OS).
4 cykle ABVD są standardowym programem leczniczym chłoniaka Hodgkina ze względu na niższą toksyczność gonadalną i mniejszy potencjał do powstawania wtórnych nowotworów. Wyniki badania GHSD HD11 wskazują, że programy ABVD i BEACOPP nie różnią się istotnie pod względem wyników leczenia, jednak program ABVD jest mniej toksyczny.

### Leczenie choroby w stadium pośrednim
Do grupy chorych z wczesną postacią chłoniaka Hodgkina o niekorzystnym rokowaniu (stadium pośrednie) zalicza się chorych w stadium I i IIA (bez objawów ogólnych) i obecnością co najmniej jednego czynnika ryzyka obejmujących obecność dużej masy węzłowej w śródpiersiu, występowania lokalizacji pozawęzłowej chłoniaka, podwyższonego OB (>50 mm po 1h u chorych bez objawów ogólnych lub >30 mm po 1h w przypadku obecności objawów ogólnych) oraz zajęcia co najmniej trzech grup węzłowych oraz chorych w stadium IIB (z objawami ogólnymi) i obecnością czynników ryzyka obejmujących podwyższone OB i zajęcia co najmniej trzech grup węzłowych.
Leczeniem z wyboru jest chemioterapia skojarzona z radioterapią. W tym stadium podaje się 4 cykle schematu ABVD i następnie przeprowadza się radioterapię zajętej okolicy (ISRT) w dawce 30 Gy. Alternatywnym postępowaniem w grupie pośredniego ryzyka u wybranych chorych poniżej 60. roku życia kwalifikujących się do bardziej intensywnego leczenia jest podanie 2 cykli schematu BEACOPPesc (bleomycyna, etopozyd, adriamycyna, cyklofosfamid, winkrystyna, prokarbazyna, prednizonon o eskalowanych dawkach) i 2 cykli programu ABVD, a następnie radioterapię zajętej okolicy o dawce 30 Gy.
W badaniu HD8 u chorych z wczesnym chłoniakiem Hodgkina z co najmniej jednym czynnikiem ryzyka porównano skuteczność radioterapii zajętej okolicy (ISRT) z radioterapią o rozszerzonym polu (EFRT) po wcześniejszym podaniu dwóch cykli COPP (cyklofosfamid, doksorubicyna, prokarbazyna, prednizon) i ABVD. Po pięciu i dziesięciu latach obserwacji mediana czasu wolnego od niepowodzenia leczenia (FFTF) i mediana przeżycia całkowitego (OS) były podobne w obu grupach. Radioterapia zajętej okolicy wykazała mniejszy odsetek toksyczności ostrej i wtórnych nowotworów.
W badaniu HD11 u chorych w stadium wczesnym z niekorzystnymi czynnikami ryzyka porównano skuteczność programów BEACOPP w standardowej dawce i ABVD z adiuwantową radioterapią zajętej okolicy. Podczas stosowania dawki adiuwantowej radioterapii 30 Gy nie stwierdzono istotnych różnic odsetka pięcioletniego czasu wolnego od niepowodzenia leczenia (FFTF) wynoszącego odpowiednio 87% dla BEACOPP i 85% dla ABVD oraz odsetka pięcioletniego przeżycia całkowitego (OS) wynoszącego odpowiednio 88% dla BEACOPP i 87% dla ABVD. Program ABVD okazał się mniej toksyczny w porównaniu do BEACOPP. U chorych, u których stosowano mniejszą dawkę radioterapii 20 Gy stwierdzono przewagę BEACOPP. W badaniu HD14 porównano leczenie za pomocą programu ABVD i BEACOPPesc (cykle o eskalowanych dawkach). 1528 chorych w stadium IA, IB lub IIA z przynajmniej jednym czynnikiem ryzyka losowo przydzielono do leczenia za pomocą 4 cykli ABVD lub 2 kursów BEACOPP o eskalowanych dawkach, a następnie 2 cykli ABVD. Po podaniu chemioterapii obie grupy chorych poddano radioterapii w dawce 30 Gy. Zaobserwowano, że odsetek pięcioletniego czasu wolnego od niepowodzenia leczenia (FFTF) u chorych leczonych BEACCOPP wynosił 94,8%, u chorych leczonych ABVD wynosił 87,7%, a odsetek pięcioletniego przeżycia wolnego od progresji (PFS) wynosił odpowiednio dla BEACOPP 95,4% i ABVD 89,1%. Jednak odsetek pięcioletnich przeżyć całkowitych (OS) nie różnił się istotnie statystycznie.
W badaniu klinicznym stwierdzono skuteczność programu Stanford V (doksorubicyna, winblastyna, chlorometyna, winkrystyna, bleomycyna, etopozyd, prednizon). U 142 chorych w stadium I lub II z dużą masą w śródpiersiu oraz u chorych w stadium zaawansowanym (III i IV) podano program Stanford V, a następnie poddano adiuwantowej radioterapii o dawce 36 Gy. Po ponad pięciu latach obserwacji stwierdzono 89% odsetek pięcioletniego przeżycia wolnego od choroby (FFP) i 96% odsetek przeżycia całkowitego (OS). W badaniu ISRCTN 64141244 zaobserwowano podobną skuteczność programu ABVD i Stanford V. U chorych w stadium I–IIA z dużymi zmianami węzłowymi w śródpiersiu lub z niekorzystnymi czynnikami rokowniczymi oraz u chorych w stadium IIB, III i IV odsetek odpowiedzi obiektywnych (ORR), odsetek pięcioletniego przeżycia wolnego od progresji choroby (PFS) i przeżycia całkowitego (OS) były porównywalne przy stosowaniu programu ABVD i Stanford V. Również w badaniu E2496 nie stwierdzono istotnej różnicy w odsetku odpowiedzi, czasu wolnego od progresji choroby (FFP) i odsetku przeżycia całkowitego (OS), także toksyczność obu programów była porównywalna, ale program Stanford V wiązał się z większym ryzykiem mielotoksyczności oraz neuropatii.

### Leczenie choroby zaawansowanej
Do grupy chorych z zaawansowaną postacią chłoniaka Hodgkina zalicza się chorych w stadium III i IV oraz chorych w stadium I i II z dużą masą węzłową w śródpiersiu i obecnością zmian pozawęzłowych (czynniki ryzyka A i B według GHSG – German Hodgkin Lymphoma Study Group). W stadium zaawansowanym chłoniaka Hodgkina leczenie zwykle jest wyłącznie oparte na chemioterapii, a chemioterapia z radioterapią jest wykorzystywana w leczeniu zmian resztkowych oraz leczenia chorych z dużymi zmianami węzłowymi w śródpiersiu. W tym stadium standardowo podaje się 6 do 8 cykli programu ABVD. Według zalecenia ESMO (European Society for Medical Oncology) i PTOK (Polskie Towarzystwo Onkologii Klinicznej) po 4 cyklach przeprowadza się ocenę skuteczności leczenia. Jeśli stwierdzi się całkowitą remisję (CR), to podaje się kolejne 2 cykle ABVD do łącznie 6 cykli. Gdy po 4 cyklu ABVD stwierdza się jedynie częściową remisję (PR), to podaje się łącznie 8 cykli programu ABVD. W wytycznych NCCN (National Comprehensive Cancer Network) ocena PET-TK jest zalecana już po 2 cyklach i po stwierdzeniu w PET odpowiedzi stopnia 1 do 3 według kryteriów z Deauville (objaśnione w „Ocena odpowiedzi na leczenie”) podaje się kolejne 4 cykle do łącznej ilości 6 cykli ABVD. W przypadku stwierdzenia odpowiedzi w PET-TK stopnia 4 do 5 według kryteriów z Deauville podaje się kolejne cykle ABVD do łącznej ilości 6 cykli lub podaje się 4 cykle BEACOPPesc o eskalowanych dawkach. Stwierdzenie stopnia 5 i 6 jest wskazaniem do wykonania biopsji i ewentualnego rozpoznania pierwotnej oporności. Radioterapia w dawce 30–36 Gy jest stosowana w przypadku dużych zmian węzłowych w śródpiersiu oraz u chorych z chorobą resztkową po leczeniu powyżej 1,5 cm aktywnych w PET (stopień 1–3 według Deauville’a).
Według zaleceń ESMO i NCCN u wybranych chorych poniżej 60. roku życia z co najmniej 4 czynnikami ryzyka dla choroby zaawansowanej można zastosować 6 cykli programu BEACOPPesc o eskalowanych dawkach. Po podaniu 6 cykli zaleca się ocenę odpowiedzi na leczenie. W przypadku stwierdzenia w PET odpowiedzi stopnia 1–2 według kryteriów z Deauville nie jest konieczne żadne dalsze leczenie. Radioterapia zajętej okolicy (ISRT) jest zalecana w przypadku stwierdzenia zmian resztkowych powyżej 2,5 cm i aktywności w PET stopnia 3–4 według kryteriów z Deauville. Stwierdzenie stopnia 5 kryteriów Deauville jest wskazaniem do biopsji. Z kolei zalecenia PTOK sugerują podanie 4 cykli programu BEACOPPesc o eskalowanych dawkach, a następnie po stwierdzeniu całkowitej remisji podaje się kolejne 4 cykle BEACOPP w standardowych dawkach. W przypadku stwierdzenia po 4 cyklach BEACOPPesc częściowej remisji (PR) lub stabilizacji choroby (SD) podaje się kolejne 4 cykle programu BEACOPPesc.
Zalecenia NCCN w leczeniu stopnia zaawansowanego dopuszczają zastosowanie 3 cykli programu Stanford V. Po podaniu 3 cykli programu ocenia się odpowiedź w PET, w przypadku stwierdzenia zmian resztkowych powyżej 5 cm lub zajęcia śledziony przeprowadza się radioterapię zajętej okolicy (ISRT) o dawce 36 Gy.
Pierwszym skutecznym schematem stosowanym w zaawansowanym chłoniaku Hodgkina był MOPP (chlorometyna, winkrystyna, prokarbazyna, prednizon), 66% leczonych osiągało dziesięcioletnie przeżycie wolne od choroby (DFS), jednak program wiązał się ze znacznym ryzykiem utraty płodności i rozwoju zespołu mielodysplastycznego. W badaniu klinicznym stwierdzono, że program ABVD wykazuje przewagę nad MOPP, wywołując znacznie mniejszą toksyczność, oferując podobny odsetek pięcioletniego przeżycia wolnego od choroby (DFS) i pięcioletniego przeżycia całkowitego (OS).
W kilku randomizowanych badaniach oceniono skuteczność programu BEACOPP. W badaniu HD9 na chorych na chłoniaka Hodgkina w stadium IIB i IIIA z czynnikami ryzyka oraz chorych w stadium IIIB i IV losowo przydzielono do leczenia za pomocą 8 cykli programu ABVD-MOPP lub 8 cykli BEACOPP o standardowych dawkach albo do 8 cykli BEACOPP o eskalowanych dawkach. Po pięcioletniej obserwacji BEACOPPesc wykazał lepszy odsetek przeżycia całkowitego w porównaniu do ABVD-COPP, a także niższy odsetek wczesnej wznowy w porównaniu do ABVD-COPP i BEACOPP o standardowych dawkach. Także po dziesięcioletniej obserwacji BEACOPPesc wykazał lepszy odsetek dziesięcioletniego przeżycia całkowitego (OS) wynoszący 82% niż BEACOPP w standardowych dawkach (70%) i ABVD-COPP (64%). Również w badaniu HD12 porównano leczenie za pomocą 8 cykli BEACOPPesc o eskalowanych w porównaniu do 4 cykli BEACOPP w standardowych dawkach z podaniem kolejnych 4 cykli BEACOPPesc. Stwierdzono nieistotną statystycznie przewagę BEACOPPesc nad BEACOPP w standardowych dawkach w postaci dłuższego przeżycia wolnego od progresji choroby (PFS), także przeżycie całkowite nie różniło się istotnie statystycznie. W badaniu HD15 u chorych w zaawansowanym stadium chłoniaka Hodkgina stwierdzono przewagę 6 cykli BEACOPPesc z ewentualnym wykonaniem radioterapii po kwalifikacji w PET-TK i stwierdzeniu zmian resztkowych powyżej 2,5 cm w porównaniu z 8 cyklami BEACOPPesc. U chorych leczonych BEACOPPesc zaobserwowano istotną statystycznie przewagę pięcioletniego odsetka przeżycia całkowitego wynoszącego 95,3%, podczas gdy leczeni BEACOPP o standardowych dawkach osiągnęli odsetek przeżycia całkowitego wynoszący 91,9%.
W kilku badaniach porównano skuteczność programu ABVD i BEACOPP. W metaanalizie 9993 chorych z zaawansowaną chorobą Hodgkina porównano skuteczność BEACOPPesc z ABVD w wydłużaniu przeżycia całkowitego (OS), badanie wskazuje na 10% przewagę BEACOPP nad ABVD po pięciu latach obserwacji. Jednak badanie oceniało skuteczność leczenia wyłącznie po pięciu latach od leczenia i konieczne jest uzyskanie rezultatów dziesięcioletniej obserwacji do oceny zwiększonego ryzyka zgonu po bardziej intensywnym leczeniu. W badaniu HD2000 u chorych z zaawansowanym chłoniakiem Hodgkina porównano skuteczność 6 cykli ABVD z 4 cyklami BEACOPP o eskalowanych dawkach z 2 kursami BEACOPP o standardowych dawkach oraz 6 cyklami programu CEC (COPP-EBV-CAD: cyklofosfamid, lomustyna, windezyna, melfalan, prednizon, epidoksorubicyna, winkrystyna, prokarbazyna, winblastyna i bleomycyna) po dziesięcioletniej obserwacji. Zaobserwowano odsetek dziesięcioletniego przeżycia wolnego od progresji choroby (PFS) wynoszący odpowiednio dla programu ABVD 69%, dla BEACOPP 75% i CEC 76% i odsetek dziesięcioletniego przeżycia całkowitego (OS) wynoszący odpowiednio dla programu ABVD 85%, dla BEACOPP 84% i CEC 86%. Program ABVD odznaczał się znacznie mniejszym ryzykiem powstania wtórnych nowotworów w porównaniu do BEACOPP i CEC. Badanie potwierdza lepszą kontrolę choroby przez bardziej intensywny od ABVD program BEACOPP, jednak lepsza wczesna kontrola choroby nie przekłada się na lepsze długoterminowe wyniki leczenia ze względu na późne powikłania leczenia. Z drugiej strony program BEACOPP wiąże się z większą toksycznością wczesną, przede wszystkim hematologiczną, i późną, szczególnie w odniesieniu do wtórnych nowotworów. Zatem program BEACOPP jest jedną z opcji leczniczych dla chorych z zaawansowanym chłoniakiem Hodgkina, jednak nie jest standardową metodą leczenia w tym stadium, ponieważ większość chorych może być wyleczona za pomocą ABVD i radioterapii. Również wstępne rezultaty wciąż trwającego badania EORTC 20012 porównującego skuteczność programu ABVD i programu złożonego z 4 cykli BEACOPPesc i 4 cykli BEACOPP nie potwierdziły przewagi BEACOPP nad ABVD w wydłużeniu czteroletniego przeżycia całkowitego chorych, choć przeżycie wolne od progresji było istotnie lepsze dla BEACOPP.
W badaniu E2496 u chorych w stadium III i IV nie stwierdzono istotnej różnicy między programem ABVD i Stanford V w odsetku odpowiedzi całkowitych i pięcioletnim odsetku przeżyć całkowitych (OS), jednak u chorych z wysokim ryzykiem (IPS ≥3) pięcioletni odsetek przeżycia wolnego od niepowodzenia leczenia (FFS) był lepszy u chorych leczonych ABVD wynoszący 67% w porównaniu do 57% u leczonych programem Stanford V.
W kilku badaniach oceniono skuteczność radioterapii u chorych z zaawansowanym chłoniakiem Hodgkina. W badaniu EORTC 20884 oceniono rolę adiuwantowej radioterapii zajętej okolicy po zastosowaniu programu MOPP-ABVD. Chorzy po otrzymaniu 6–8 cykli MOPP-ABVD po uzyskaniu całkowitej remisji (CR) ocenionej w TK zostali losowo przydzieleni do leczenia radioterapią zajętej okolicy lub obserwacji. Z kolei wszyscy chorzy z częściową remisją (PR) otrzymali radioterapię. U chorych osiągających całkowitą remisję po chemioterapii i leczonych uzupełniającą radioterapią nie stwierdzono istotnej statystycznie różnicy w ośmioletnim przeżyciu całkowitym w porównaniu do leczenia za pomocą samodzielnej chemioterapii. Z kolei chorzy z częściową remisją po chemioterapii otrzymujący dodatkowo uzupełniającą radioterapię osiągnęli podobne wyniki po leczeniu skojarzonym jak chorzy z całkowitą remisją. Sugeruje to korzyści z radioterapii u chorych z częściową remisją po leczeniu chemioterapią. W brytyjskim badaniu LY09 stwierdzono korzyść w osiąganym przeżyciu całkowitym i czasie wolnym od progresji u chorych nie osiągających całkowitej remisji po leczeniu programem ABVD lub z dużą masą węzłową w śródpiersiu leczonych uzupełniającą radioterapią zajętej okolicy. Jednym z wniosków z badania HD12 było stwierdzenie korzyści radioterapii z chorobą resztkową po leczeniu BEACOPPesc u chorych z zaawansowanym chłoniakiem Hodgkina, a korzyści nie zaobserwowano u chorych z całkowitą remisją po leczeniu. We wspomnianym badaniu HD15 radioterapię po programie BEACOPP podawano wyłącznie u chorych z częściową remisją ze zmianami rezydualnymi o wielkości co najmniej 2,5 cm aktywnymi w PET. Chorzy ze zmianami nieaktywnymi w PET nie otrzymywali radioterapii. Zaobserwowano, że chorzy z częściową remisją ze zmianami rezydualnymi po chemioterapii negatywnymi w PET osiągają podobne przeżycie całkowite jak chorzy z całkowitą remisją. Badanie sugeruje możliwość pominięcia konsolidującej radioterapii u chorych z chorobą rezydualną negatywną w PET.

### Leczenie choroby opornej i nawrotowej
Leczenie choroby opornej na leczenie i choroby nawrotowej jest oparte na wysokodawkowej chemioterapii z przeszczepieniem autologicznych komórek macierzystych szpiku (auto-HSCT). Ratunkowe programy II-linii mają za zadanie zmniejszenie masy nowotworu przed mobilizacją komórek macierzystych ze szpiku i podaniem wysokodawkowej chemioterapii.
Chemioterapia drugiej linii musi cechować się niską toksycznością wobec krwiotwórczych komórek macierzystych. Wybór programu zależy od stanu klinicznego chorego i obecności chorób współistniejących i wcześniej zastosowanego leczenia z uwzględnieniem łącznej przyjętej dawki antracyklin i bleomycyny. W chemioterapii II linii znajdują zastosowanie następujące programy:
- DHAP – deksametazon, cytarabina w wysokich dawkach, cisplatyna[138],
- ESHAP – etopozyd, metyloprednizon, cytarabina w wysokich dawkach, cisplatyna[138],
- ASHAP – doksorubicyna, metyloprednizon, cytarabina w wysokich dawkach, cisplatyna[138],
- ICE – ifosfamid, karboplatyna, etopozyd[138],
- IGEV – ifosfamid, karboplatyna, etopozyd, winorelbina[138],
- GVD – gemcytabina, winorelbina, pegylowana doksorubicyna[138],
- GDP – gemcytabina, deksametazon, cisplatyna[138],
- GCD – gemcytabina, karboplatyna, deksametazon[144],
- Mini-BEAM – karmustyna, cytarabina, etopozyd, melfalan[144],
- MINE – etopozyd, melfalan, mesna, mitoksantron[144].

Po 2 kursie chemioterapii ocenia się skuteczność leczenia i w sytuacji nieuzyskania co najmniej częściowej remisji (PR) konieczna jest zmiana programu leczniczego. Po uzyskaniu częściowej (PR) lub całkowitej remisji (CR) chorzy są kwalifikowani do wysokodawkowej chemioterapii, zwykle w programie BEAM (karmustyna, etopozyd, cytarabiny i melfalan) i następnie przeprowadza się przeszczep autologicznych komórek macierzystych. Chemioterapia wysokodawkowa z autologicznym przeszczepieniem szpiku pozwala na osiągnięcie długotrwałych przeżyć wolnych od choroby u 30–70% leczonych.
W dwóch badaniach u chorych leczonych wysokodawkową chemioterapią z mobilizacją komórek macierzystych ze szpiku i autologicznym przeszczepem szpiku w porównaniu do leczonych konwencjonalną chemioterapią stwierdzono znaczną poprawę przeżycia wolnego od zdarzeń (EFS) przeżycia wolnego od progresji choroby (PFS) i czasu wolnego od niepowodzenia leczenia (FFTF), jednak bez poprawy przeżycia całkowitego. Kilka badań sugeruje lepszą odpowiedź na wysokodawkową chemioterapię u chorych, którzy osiągnęli całkowitą remisję (CR) za pomocą leczenia II-linii. Moskowitz i współpracownicy zaobserwowali poprawę dziesięcioletniego odsetka przeżycia całkowitego wynoszącego odpowiednio 66% u chorych z dobrą odpowiedzią na leczenie II linii i 17% dla chorych ze słabą odpowiedzią na leczenie II linii, a także poprawę dziesięcioletniego odsetka przeżycia wolnego od progresji wynoszącego odpowiednio 62% i 23%. Podobne rezultaty osiągnął Sirohi i współpracownicy. Do negatywnych czynników rokowniczych zalicza się chorobę w stadium III i IV, nawrót przed upływem 12 miesięcy od leczenia oraz wznowę w miejscach uprzednio poddanych radioterapii.
Allogeniczne przeszczepienie szpiku (od dawcy niebędącego bliźniakiem jednojajowym) ma wiele zalet w stosunku do przeszczepienia autologicznych komórek macierzystych szpiku (własnych komórek biorcy). Przeszczep szpiku od allogenicznego dawcy nie niesie ryzyka podaży niewykrytych komórek nowotworowych i wznowy po leczeniu. Ponadto limfocyty od allogenicznego dawcy wykazują efekt przeszczep przeciw chłoniakowi (ang. graft-versus-lymphoma effect). Problemem jest ograniczona dostępność dawców i wyższa śmiertelność okołoprzeszczepowa. U części chorych po wysokodawkowej chemioterapii i autologicznym przeszczepieniu szpiku kostnego dochodzi do wznowy i rokowanie w tej grupie chorych jest niekorzystne. W leczeniu tych chorych może być wykorzystane allogeniczne przeszczepienie szpiku. Możliwe jest wykorzystanie kondycjonowania o zredukowanej intensywności.
Część chorych ze względu na wiek lub współistniejące schorzenia nie może zostać kandydatami do leczenia za pomocą wysokodawkowej chemioterapii z przeszczepieniem szpiku autologicznym lub allogenicznym. W tej grupie chorych stosuje się konwencjonalną chemioterapię, którą można kojarzyć z radioterapią. Brentuksmab vedotin jest przeciwciałem chimerowym skierowanym przeciwko antygenowi CD30 związanym z inhibitorem mikrotubul (auristatyna E jednometylowana). W badaniu klinicznym brentuksmab vedotin wykazał aktywność w leczeniu nawrotowego chłoniaka Hodgkina przed podaniem wysokodawkowej chemioterapii, wywołując u 75% leczonych odpowiedź i prowadząc do całkowitej remisji u 34% leczonych. Bendamustyna wykazuje aktywność w opornym i nawrotowym chłoniaku Hodgkina, wywołując odpowiedź u około 56% leczonych. Stwierdzono aktywność lenalidomidem w monoterapii wywołującym odpowiedź u 19% leczonych oraz ewerolimusu wywołującym odpowiedź u 47% leczonych.
Kilka badań sugeruje, że druga linia radioterapii może być skuteczna w wybranej grupie chorych. Radioterapia zajętej okolicy jest konieczna, gdy nie była wcześniej zastosowana oraz w przypadku nawrotu poza początkowym polem napromieniowania. Może być wykorzystana w leczeniu zmian resztkowych po chemioterapii ratunkowej. Warunkiem zastosowania radioterapii jest dobry stan ogólny chorych, obecność ograniczonego nawrotu i nieobecność objawów B.

### Leczenie postaci nieklasycznej
Podtyp guzkowy z przewagą limfocytów (nieklasyczny chłoniak Hodgkina) wykazuje indolentny przebieg (powolny przebieg choroby). Komórki nowotworowe zwykle wykazują ekspresję CD20, co daje możliwość zastosowania rituksymabu. U chorych w stadium IA oraz u chorych w stadium IIA bez obecności dużej masy węzłowej w śródpiersiu jedynym leczeniem może być radioterapia zajętej okolicy. U starannie wybranych chorych w stopniu IA po całkowitym wycięciu zajętych węzłów chłonnych możliwa jest wyłączna obserwacja. U chorych w stadium IB i IIB oraz u wszystkich chorych w stadium III i IV konieczna jest chemioterapia z lub bez rituksymabu z lub bez radioterapii.
W nieklasycznym chłoniaku Hodgkina może występować późny nawrót lub transformacja do chłoniaka rozlanego z dużych komórek B (chłoniak nieziarniczy). Nawrót należy potwierdzić za pomocą biopsji. Ze względu na indolentny charakter choroby część chorych nie wymaga agresywnego leczenia. W przypadku nawrotu lub oporności na leczenie chorzy bezobjawowi mogą być wyłącznie obserwowani, a objawowi kwalifikowani do leczenia za pomocą rituksymabu z lub bez chemioterapii II-linii z lub bez radioterapii. U chorych leczonych wyłącznie rituksymabem stosuje się leczenie podtrzymujące za pomocą tego leku przez okres dwóch lat. Transformacja do chłoniaka rozlanego z dużych komórek B (DLBCL) jest leczona na odrębnych zasadach.

### Choroba w ciąży
Szczyt zapadalności na chłoniaka Hodgkina przypada na wiek reprodukcyjny kobiet i w około 3% przypadków do zachorowania dochodzi w trakcie ciąży. Szacuje się, że jeden na 1000–6000 porodów jest powikłany chłoniakiem Hodgkina u matki. Jest to czwarty najczęściej występujący nowotwór w trakcie ciąży. W licznych badaniach zaobserwowano, że chłoniak Hodgkina w ciąży nie wiąże się z gorszym przebiegiem choroby. Z drugiej strony ciąża ogranicza możliwości diagnostyczne i terapeutyczne. Ocena zaawansowania jest oparta na badaniach fizykalnych, rutynowe badania laboratoryjne, biopsję szpiku i niektóre badania obrazowe, z których zastosowanie znajdują USG jamy brzusznej oraz MRI. Nie stosuje się tomografii komputerowej i PET.
Choroba rozpoznana w I trymestrze ciąży nie stanowi bezwzględnego wskazania do przerwania ciąży, ale zwykle zachęca się do przeprowadzenia aborcji. Jeśli chora decyduje się kontynuować ciążę w I trymestrze, ze względu na ograniczone możliwości terapeutyczne, zaleca się wstrzymanie leczenia do II trymestru. W sytuacji konieczności pilnego leczenia w wyższym stadium choroby w pierwszym trymestrze ciąży u chorej nie wyrażającej woli przeprowadzenia aborcji możliwe jest wykonanie radioterapii z osłoną brzucha obszaru powyżej przepony w dawce mniejszej niż 10Gy lub podanie winblastyny w monoterapii. U chorych w II i III trymestrze w I i II stadium choroby możliwa jest ścisła obserwacja i opóźnienie leczenia do czasu przyspieszonego porodu przeprowadzanego między 32 a 34 tygodniem ciąży. W przypadku szybkiej progresji choroby w lokalizacji ponadprzeponowej przeprowadza się radioterapię w dawce 10–36 Gy. Zajęcie węzłów podprzeponowych wymaga zastosowania chemioterapii. Jeśli zachodzi konieczność stosowania programu wielolekowego, to powinien to być program ABVD. ABVD prawdopodobnie może być bezpiecznie stosowany od II trymestru. Podaż cytostatyków na krótko przed porodem jest ryzykowna dla płodu, ponieważ leki swobodnie przenikają przez łożysko, a noworodek wykazuje obniżoną zdolność do metabolizmu i wydalania tych środków. Chemioterapia w II i III trymestrze ciąży może wiązać się ze zwiększonym ryzykiem wewnątrzmacicznego zahamowania wzrostu płodu (IUGR), małogłowia i deficytów intelektualnych.

### Choroba u dzieci i młodzieży
Chłoniak Hodgkina stanowi około 5–7% przypadków nowotworów złośliwych u dzieci. U dzieci poniżej 15. roku życia jest szóstym pod względem zapadalności nowotworem złośliwym w tej grupie wiekowej. Roczna zapadalność u dzieci na chorobę jest szacowana na 5/100 000. Chłoniak Hodgkina charakteryzuje się bardzo wysokimi współczynnikami wyleczeń sięgającym ponad 90% leczonych, a przeżycia pięcioletnie osiąga 96–98% leczonych dzieci. Z powodu wysokiej skuteczności leczenia i osiąganymi długimi przeżyciami chorych znaczenie zyskują odległe powikłania chemioterapii i radioterapii wiążące się z niedoborem wzrostu, niepłodnością, ryzykiem wtórnych nowotworów, zaburzeniami endokrynologicznymi i kardiotoksycznością. Konieczne jest stopniowanie intensywności leczenia w celu uzyskania jego optymalnej skuteczności i zmniejszenia ryzyka wczesnych i odległych powikłań. Poprzez zastąpienie chlorometyny w programie MOPP doksorubicyną w programie OPPA lub cyklofosfamidem w zredukowanych dawkach w programie COPP redukuje się łączną dawkę leków alkilujących oraz zmniejsza się wykorzystanie radioterapii poprzez redukcję jej dawki, zakresu napromieniowywania i ograniczeniem wskazań do tego typu leczenia, a także poprzez zastąpienie prokarbazyny etopozydem zmniejsza się ryzyko niepłodności u mężczyzn.
W Europie leczenie prowadzi się według zmodyfikowanego międzynarodowego europejskiego programu dla dzieci i młodzieży z klasyczną postacią tej choroby (EurNet-PHL C1). Zalecenia wyróżniają 3 grupy terapeutyczne (TG) stopniujące intensywność leczenia:
- w grupie terapeutycznej I (TG-1) obejmującej chorych w stopniu IA, IB, IIA bez obecności guza powyżej 200 ml lub występowania OB powyżej 30 mm leczenie polega na podaniu 2 cykli OEPA (winkrystyna, etopozyd, prednizon, doksorubicyna). W przypadku nieosiągnięcia całkowitej remisji lub występowania zmian aktywnych w PET stosuje się radioterapię zajętej okolicy w dawce 15–25 Gy. Chorzy, którzy osiągnęli adekwatną odpowiedź nie wymagają dalszego leczenia.
- w grupie terapeutycznej II (TG-2) obejmującej chorych w stopniu IEA, IEB, IIEA, IIB, IIIA oraz chorych w stopniu IA, IB i IIA z obecnością guza powyżej 200 ml lub OB powyżej 30 mm leczenie polega na podaniu 2 cykli OEPA i ocenie odpowiedzi. Następnie w tej grupie terapeutycznej podaje się 2 kursy programu COPDAC (cyklofosfamid, winkrystyna, prednizon, dakarbazyna). W przypadku nieuzyskania całkowitej remisji lub występowania zmian aktywnych w PET stosuje się radioterapię zajętej okolicy.
- w grupie terapeutycznej III (TG-3) obejmującej chorych w stopniu IIEB, IIIEA, IIIEB, IIIB, IVA i IVB podaje się 2 cykle OEPA i po ocenie odpowiedzi podaje się 4 kursy COPDAC. W przypadku nieadekwatnej odpowiedzi stosuje się radioterapię zajętej okolicy.

### Choroba u osób starszych
Chorzy po 60. roku życia stanowią około 10–15% chorych na chłoniaka Hodgkina. Starszy wiek nie jest przeciwwskazaniem do agresywnej strategii leczenia, jednak może wiązać się ze współistniejącymi istotnymi chorobami i gorszą tolerancją leczenia. Wiek jest niekorzystnym czynnikiem rokowniczym. U chorych po 60. roku życia częściej dochodzi do nawrotów, rzadziej osiągają założone dawki chemioterapii, a jednocześnie częściej dochodzi u nich do toksyczności związanych z leczeniem. Starsi chorzy osiągają znacznie gorsze pięcioletnie przeżycie całkowite. Nie opracowano strategii leczenia dedykowanej chorym w starszym wieku i w leczeniu tej grupy chorych konieczna jest indywidualizacja terapii. Pojedyncze leki o szczególnej toksyczności dla już obciążonego chorobowo układu mogą być pominięte, zastąpione lub podane w zredukowanej dawce.

## Ocena odpowiedzi na leczenie

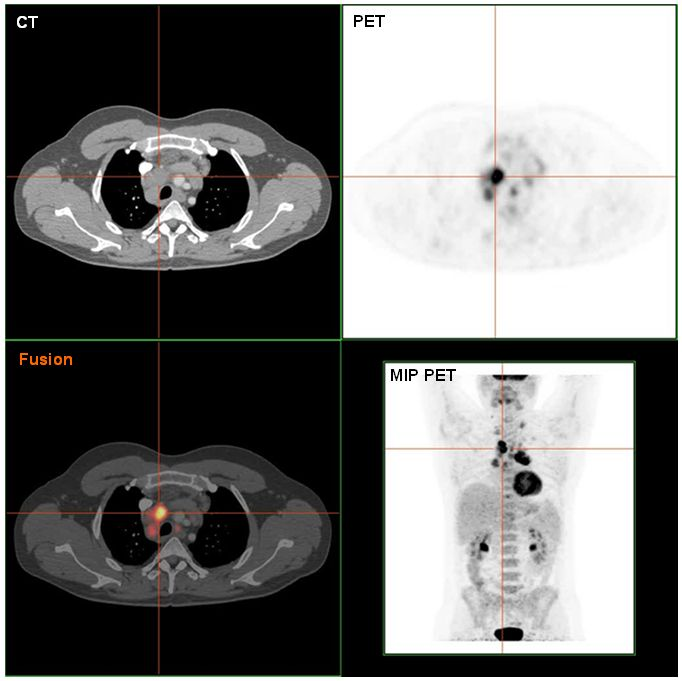
PET-TK. Zaznaczony aktywnie metabolicznie węzeł chłonny śródpiersia

Ocena odpowiedzi na leczenie jest elementem strategii leczniczej i ma za zadanie ocenę skuteczności pierwszego etapu leczenia i dostosowanie intensywności dalszego leczenia po leczeniu wstępnym. Ocena odpowiedzi na leczenie w stadium wczesnym jest przeprowadzana po zakończeniu chemioterapii przed radioterapią. W stadium zaawansowanym odpowiedź jest oceniana po 4 kursach chemioterapii. W ocenie odpowiedzi na leczenie wykorzystuje się badanie fizykalne chorego, podstawowe badania laboratoryjne i tomografię komputerową lub PET-TK, gdy jest ono dostępne. Obecnie stosuje się kryteria odpowiedzi zaproponowane przez Międzynarodową Grupę Roboczą w Lugano.
| Stopień | Cecha                                                                             |
| 1       | Brak wychwytu znacznika                                                           |
| 2       | Wychwyt znacznika ≤ wychwyt znacznika narządów śródpiersia                        |
| 3       | Wychwyt znacznika > wychwyt znacznika narządów śródpiersia i < wychwyt w wątrobie |
| 4       | Wychwyt znacznika umiarkowanie większy niż w wątrobie                             |
| 5       | Wychwyt znacznika znacznie wyższy niż w wątrobie lub nowa zmiana                  |

| Umiejscowienie                              | Odpowiedź oceniana w PET-TK | Odpowiedź oceniana w TK |
| Odpowiedź całkowita (CR)                    | | |
|                                             | Całkowita odpowiedź metaboliczna | Całkowita odpowiedź radiologiczna |
| Węzły chłonne i lokalizacje pozalimfatyczne | Punktacja 1–3 w skali Deauville z lub bez zmian resztkowych. Wychwyt w pierścieniu Waldeyera lub w obrębie lokalizacji pozawęzłowych z wysokim fizjologicznie wychwytem znacznika lub wychwyt w śledzionie albo szpiku może być powyżej prawidłowego wychwytu śródpiersia lub wątroby. Całkowita odpowiedź metaboliczna może być rozpoznana, gdy wychwyt w wyjściowo zajętych obszarach nie jest większy niż w otaczających prawidłowych tkankach, także wówczas gdy otaczająca tkanka ma wysoki fizjologiczny wychwyt. | Zmniejszenie wymiarów mierzonych węzłów chłonnych albo mas węzłowych do ≤1,5 cm w LDi. Nie mogą być obecne ogniska pozalimfatyczne choroby. |
| Zmiany niemierzalne                         | Nie dotyczy | Nieobecne |
| Powiększenie narządów                       | Nie dotyczy | Zmniejszenie do prawidłowych rozmiarów |
| Nowe zmiany                                 | Nieobecne | Nieobecne |
| Szpik kostny                                | Nie występują zmiany FDG-awidne | Prawidłowy morfologicznie, jeśli szpik jest morfologicznie niejednoznaczny to w immunohistochemii bez cech nacieku |
| Odpowiedź częściowa (PR)                    | | |
|                                             | Częściowa odpowiedź metaboliczna | Częściowa odpowiedź radiologiczna |
| Węzły chłonne i lokalizacje pozalimfatyczne | Punktacja 4–5 w skali Deauville, wychwyt zmniejszony w porównaniu do wychwytu wyjściowego i z masą resztkową (niezależnie od jej rozmiarów). W ocenie etapowej jest uznawana za odpowiedź na leczenie, a w ocenie po zakończeniu leczenia jest uznawana za chorobę resztkową | Zmniejszenie o ≥50% SPD do 6 mierzalnych ocenianych wyjściowo węzłów chłonnych lub zmian pozawęzłowych. W przypadku zmiany zbyt małej, aby było możliwe jej zmierzenie, za jej domyślny rozmiar przyjmuje się 5 × 5 mm, a gdy zmiana stała się niewidoczna 0 × 0 mm.                                                                                                   |
| Zmiany niemierzalne                         | Nie dotyczy | Nieobecne/prawidłowe, zmniejszone, ale niepowiększone |
| Powiększenie narządów                       | Nie dotyczy | Wielkość śledziony musi ulec zmniejszeniu do >50% długości przekraczającej jej prawidłowy wymiar |
| Nowe zmiany                                 | Nieobecne | Nieobecne |
| Szpik kostny                                | Resztkowy wychwyt powyżej wychwytu prawidłowego szpiku, jednak poniżej wychwytu wyjściowego. Dopuszczalny jest rozlany wychwyt związany z odnową po chemioterapii. W sytuacji obecności przetrwałych zmian w szpiku przy jednoczesnej odpowiedzi węzłowej należy rozważyć wykonanie MRI, biopsji szpiku lub kontrolne PET-TK | Nie dotyczy |
| Brak odpowiedzi albo choroba stabilna (SD)  | | |
|                                             | Brak odpowiedzi metabolicznej | Choroba stabilna |
| Węzły chłonne i lokalizacje pozalimfatyczne | Punktacja 4–5 w skali Deauville w ocenie etapowej lub po zakończeniu leczenia. Nie stwierdza się istotnych różnic wychwytu znacznika w porównaniu do wychwytu wyjściowego | Zmniejszenie o ≤50% SDP do 6 dominujących, mierzalnych węzłów chłonnych lub zmian pozawęzłowych bez spełnienia kryteriów choroby progresywnej |
| Zmiany niemierzalne                         | Nie dotyczy | Bez powiększenia spełniającego kryteria choroby progresywnej |
| Powiększenie narządów                       | Nie dotyczy | Bez powiększenia spełniającego kryteria choroby progresywnej |
| Nowe zmiany                                 | Nieobecne | Nieobecne |
| Szpik kostny                                | Bez zmian w stosunku do oceny wyjściowej | Nie dotyczy |
| Choroba progresywna (PD)                    | | |
|                                             | Progresywna choroba metaboliczna | Choroba progresywna |
| Węzły chłonne i zmiany pozawęzłowe          | Punktacja 4–5 w skali Deauville ze zwiększoną intensywnością wychwytu FDG w porównaniu z oceną wyjściową albo nowe odpowiadające chłoniakowi zmiany FDG-awidne rozpoznane podczas oceny etapowej lub po zakończeniu leczenia | Pojedynczy węzeł z LDi >1,5 cm i zwiększeniem o >50% od nadiru PPD i zwiększenie od nadiru LDi lub SDi o 0,5 cm dla zmian ≤2 cm lub o 1 cm dla zmian >2 cm. Zwiększenie o >50% długości śledziony w porównaniu z jej rozmiarem wyjściowym, jeśli wyjściowo występowała splenomegalia, a gdy wyjściowo splenomegalia nie była obecna to zwiększenie jej długości o 2 cm |
| Zmiany niemierzalne                         | Brak | Nowe zmiany lub ewidentna progresja zmian niemierzalnych wcześniej obserwowanych |
| Nowe zmiany                                 | FDG-awidne odpowiadającym zmianom chłoniakowym. W przypadku niepewności co do etiologii nowych zmian może być konieczna biopsja lub kontrolne PET-TK | Ponowne pojawienie się zmian ulegających wcześniej regresji, pojawienie się nowego węzła chłonnego >1,5 cm w dowolnej osi, nowa zmiana pozawęzłowa >1 cm. W przypadku pojawienia się nowej zmiany <1 cm w dowolnej osi to jej obecność musi być pewna i musi odpowiadać zmianie chłoniakowej                                                                           |
| Szpik kostny                                | Nowe lub ponowne pojawienie się zmian FDG-awidnych | Nowe lub ponowne zajęcie szpiku |

Skróty:
- LDi – najdłuższy wymiar poprzeczny zmiany
- SDi – najkrótszy wymiar podłużny prostopadły do LDi
- SPD – suma iloczynów wymiarów prostopadłych mnogich zmian
- PPD – iloczyn LDi i wymiaru podłużnego zmiany

## Rokowanie
W ciągu 75 lat nastąpił ogromny postęp w leczeniu chłoniaka Hodgkina, zmieniając jej charakter z choroby właściwie nieuleczalnej w nowotwór o korzystnym rokowaniu. Rokowanie w chłoniaku Hodgkina jest dobre i obserwuje się wysoki odsetek całkowitych wyleczeń. Szacuje się, że ponad 80% leczonych z powodu chłoniaka Hodgkina zostanie wyleczona. Odsetek relatywnych pięcioletnich przeżyć całkowitych dochodzi do 88,9%, dziesięcioletnich 80,4%. W badaniu Koshy’ego i współpracowników na ponad 35000 chorych 15-letnie przeżycie całkowite osiąga 72% chorych. U dzieci i młodzieży jest to jeden z najlepiej uleczalnych nowotworów i przeżycie pięcioletnie osiąga 98% leczonych. Rokowanie jest gorsze w bardziej zaawansowanych stadiach. Około 10% chorych, głównie w stadiach IV, nie osiąga całkowitej remisji, a u 30% mimo uzyskania odpowiedzi na leczenie dochodzi do nawrotu choroby.
| Grupa wiekowa (w latach)                                                 | Odsetek pięcioletniego przeżycia całkowitego |
| <45                                                                      | 94,1                                         |
| 45–54                                                                    | 86,0                                         |
| 55–64                                                                    | 77,3                                         |
| 65–74                                                                    | 64,3                                         |
| >75                                                                      | 41,5                                         |
| Porównanie przeżycia chorych w starszym wieku z chorymi w młodszym wieku |                                              |
| <65                                                                      | 91,0                                         |
| >65                                                                      | 53,6                                         |

## Historia

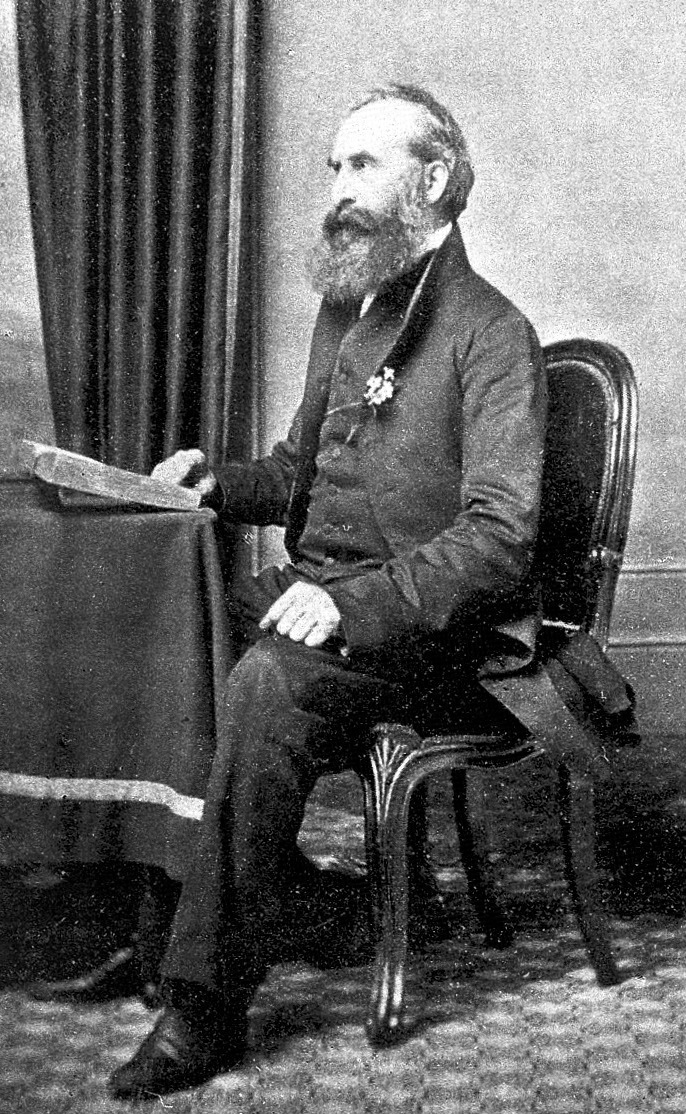
Thomas Hodgkin

Chorobę po raz pierwszy opisał Thomas Hodgkin w 1832 roku. Samuel Wilks w 1865 opisał kolejne przypadki choroby, zauważył jej klasyczny przebieg, obecność objawów ogólnych i wyraźnie postulował jej przypuszczalnie nowotworowy charakter. Carl Sternberg w 1898 i Dorothy Reed w 1902 podali szczegółowy opis obrazu mikroskopowego choroby z charakterystycznymi komórkami nazwanych później komórkami Reed-Sternberga, choć wcześniej opis obrazu mikroskopowego podali Theodor Langhans 1872 roku i W. Greenfield w 1878 roku.
Faktyczny charakter choroby bardzo długo pozostawał przedmiotem kontrowersji. Ze względu na częste współwystępowanie z gruźlicą postawiono tezę o jej zakaźnym pochodzeniu, jako formy gruźlicy. Dorothy Reed wykazała, iż chłoniak jest niezależną chorobą od gruźlicy. Dopiero badania kliniczne i patomorfologiczne na początku XX wieku jednoznacznie wskazywały na proces nowotworowy. Nowotworowy charakter choroby udało się ostatecznie potwierdzić dopiero na przełomie lat 60. i 70. XX wieku, kiedy potwierdzono obecność powtarzalnych zmian cytogenetycznych i klonalny charakter choroby. Pierwszą współczesną klasyfikacją chłoniaka Hodgkina był podział Jochsona i Parkera opublikowany 1947 roku.
Radioterapię wprowadzono w paliatywnym leczeniu chłoniaka Hodgkina w 1932 roku, choć pierwsze próby z zastosowaniem radioterapii przeprowadzono w 1902 roku. W połowie lat 50. wprowadzono do radioterapii akcelerator liniowy, początkowo w leczeniu siatkówczaka, a następnie w leczeniu chłoniaka Hodgkina, co umożliwiało kontrolę choroby i możliwość wyleczenia części chorych. W 1946 roku w leczeniu chłoniaka Hodgkina włączono pierwszy cytostatyk – chlorometynę. W następnych latach wprowadzono do leczenia kolejne leki wykazujące aktywność w leczeniu chłoniaka Hodgkina. Istotnym postępem w leczeniu choroby było wprowadzenie koncepcji chemioterapii wielolekowej. W 1966 roku zastosowano program MOPP (chlorometyna, winkrystyna, prokarbazyna i prednizon), który pozwalał na odsetek wyleczeń sięgający 70%, jednak program wiązał się ze znaczną toksycznością. W 1975 roku wprowadzono mniej toksyczny program ABVD, który wciąż pozostaje standardowym programem leczenia chłoniaka Hodgkina.

## Klasyfikacja ICD10
| kod ICD10     | nazwa choroby                        |
| ------------- | ------------------------------------ |
| ICD-10: C81   | Ziarnica złośliwa (choroba Hodgkina) |
| ICD-10: C81.0 | Przewaga limfocytów                  |
| ICD-10: C81.1 | Stwardnienie guzkowe                 |
| ICD-10: C81.2 | Postać mieszanokomórkowa             |
| ICD-10: C81.3 | Zanik limfocytów                     |
| ICD-10: C81.7 | Inna postać ziarnicy złośliwej       |
| ICD-10: C81.9 | Ziarnica złośliwa, nieokreślona      |